# Katakana

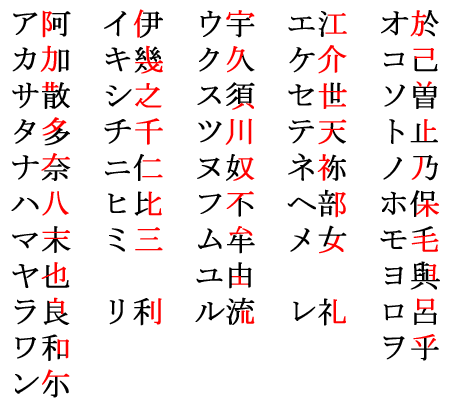
Origine del katakana

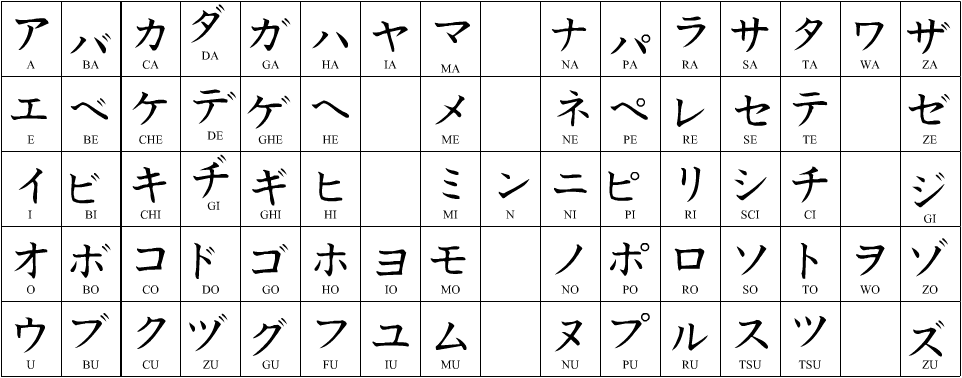
Sillabario katakana

Il katakana (片仮名?) (sillabario) è un sistema di scrittura utilizzato nella scrittura giapponese. Assieme allo hiragana (平仮名?) (alfabeto fonetico), costituisce la scrittura autoctona fonetica, detta kana, mentre i kanji (漢字?) (scrittura logografica) sono caratteri ideografici di origine cinese, generalmente non dissimili da quelli utilizzati nel continente.

## Caratteristiche
Il sillabario giapponese, katakana, è facilmente distinguibile dallo hiragana per le sue forme rigide e spigolose, ben diverse dai tratti arrotondati dell'altro sillabario: scritti con i rispettivi sistemi, avremo katakana カタカナ e hiragana ひらがな. "Katakana" significa "carattere prestato di frammento", con riferimento all'origine dagli ideogrammi, prendendo una sola parte dell'ideogramma completo.
Nel katakana, come nello hiragana, ogni carattere non corrisponde esattamente ad un fonema vocalico o consonantico, come avviene in molte lingue occidentali scritte con alfabeti, ma a un'intera sillaba. Vi sono sillabe formate da una sola vocale, o da consonante e vocale; si dividono tradizionalmente in sillabe pure, impure, semipure, contratte.
Le sillabe pure seion sono formate da una sola vocale, da una consonante che precede una vocale, e dalla n sillabica. Facendo seguire dal segno diacritico dakuten ゛(anche detto nigori "impurità") quelle sillabe pure la cui consonante è sorda, si ottengono le corrispondenti sillabe impure dakuon nelle quali la consonante iniziale è sonora: per esempio, カ ka diventa ガ ga, シ shi diventa ジ ji, ヘ he diventa ベ be. Facendo seguire le sillabe che cominciano per h, inclusa fu, dal segno diacritico handakuten ゜(anche detto maru "cerchio"), si ottengono le sillabe semipure handakuon che hanno come consonante iniziale p: quindi ヘ he diventa ペ pe.
La combinazione fra due caratteri permette molte volte di rappresentare una terza sillaba: si tratta delle sillabe contratte yōon, nelle quali una delle sillabe ya, yu, yo (ャ, ュ, ョ) è scritta in piccolo dopo una sillaba che ha come vocale i. La consonante della sillaba risultante sarà palatalizzata: avremo, ad esempio, ニャ nya, リュ ryu, ジョ jo.
Il sillabario katakana, al pari dello hiragana, è propriamente composto dai 48 caratteri che rappresentano le sillabe pure, e spesso è detto – arrotondando il numero – gojūon "i cinquanta suoni"; ma a questi si aggiungono le 20 sillabe impure, le 5 sillabe semipure e le 36 sillabe contratte: in tutto 109 sillabe. Ma esistono nel katakana anche molte altre sillabe di più recente introduzione, formate in maniera simile a quelle contratte e utilizzate per la trascrizione di parole straniere.
Nell'uso corrente, il sillabario katakana è soprattutto impiegato nella trascrizione di parole straniere, sia di parole prese in prestito da altre lingue – in massima parte dall'inglese – e usate oggi in giapponese (dette gairaigo), sia di nomi propri intraducibili. In entrambi i casi è inevitabile un'approssimazione dei suoni, con un adattamento della parola al sistema fonetico del giapponese: "computer" diviene コンピュータ (konpyūta), "television" diviene, con abbreviazione, テレビ (terebi), "business" diviene ビジネス (bijinesu); "William Shakespeare" è reso ウィリアム・シェイクスピア (Wiriamu Sheikusupia), "Guglielmo Marconi" è reso グリエルモ・マルコーニ (Gurierumo Marukōni).
Il katakana è anche usato per la rappresentazione di parole onomatopeiche, come ワンワン wanwan ("bau bau", l'abbaiare del cane); l'uso enfatico di un termine nella frase può essere espresso con la scrittura in katakana, così come avviene nelle indicazioni stradali, o nella pubblicità. In ambito scientifico è comune scrivere in katakana i nomi specialistici di piante, animali e minerali.
Il katakana è anche usato spesso, ma non sempre, nella trascrizione di nomi di aziende giapponesi. Per esempi, Suzuki è scritto スズキ, e Toyota è scritto トヨタ. Il katakana è anche usato per enfatizzare, specialmente nel caso della segnaletica, pubblicità e dei tabelloni. Per esempio, è comune vedere ココ koko ("qui"), ゴミ gomi ("rifiuti"), oppure メガネ megane ("occhiali"). Parole che lo scrivente desidera evidenziare in una frase sono qualche volta scritte in katakana, rispecchiando l'uso europeo del carattere italico.
Il katakana era stato usato per la telegrafia in Giappone prima del 1988, e per i sistemi informatici - prima della introduzione dei caratteri multibyte - negli anni '80. Molti elaboratori di quell'era usavano il katakana invece del kanji o del hiragana per la stampa e visualizzazione.
Nonostante parole prestate dal cinese antico siano usualmente scritte in kanji, le parole prestate dai dialetti cinesi moderni, se sono usate direttamente, usano il katakana invece che la grafia on'yomi sino-giapponese.
È molto comune usare il katakana per scrivere parole che, se scritte in kanji, sarebbero difficili da leggere. Questo fenomeno si riscontra spesso nella terminologia medica. Per esempio, nella parola 皮膚科 hifuka ("dermatologia"), il secondo kanji, 膚, è considerato difficile da leggere, e perciò la parola hifuka è comunemente scritta 皮フ科 oppure ヒフ科, mescolando kanji e katakana. Similmente, il kanji difficile da leggere come 癌 gan ("cancro") è spesso scritto in katakana ガン oppure hiragana がん.
Il katakana è anche usato per la notazione musicale tradizionale, come nel Tozan-ryū del shakuhachi, e nei gruppi sankyoku con koto, shamisen, e shakuhachi.

## Tabella di traslitterazione del katakana secondo il sistema Hepburn
Se il vostro computer ha i font per le lingue orientali potrete vedere la seguente tabella con i caratteri katakana assieme alla loro romanizzazione in stile Hepburn. I kana scritti in rosso sono obsoleti
     48 sillabe pure
     25 sillabe impure
     19 sillabe semipure
     39 sillabe contrapure
     125 sillabe contratte
| ア a         | イ i         | ウ u         | エ e         | オ o         |      |            |             |            |             |            |
| カ ka        | キ ki        | ク ku        | ケ ke        | コ ko        |      | キャ kya   | キィ kyi    | キュ kyu   | キェ kye    | キョ kyo   |
| サ sa        | シ [ɕi]      | ス su        | セ se        | ソ so        |      | シャ [ɕa]  | シィ shi    | シュ [ɕu]  | シェ [ɕe]   | ショ [ɕo]  |
| タ ta        | チ [tɕi]     | ツ [tsu]     | テ te        | ト to        |      | チャ [tɕa] | チィ chi    | チュ [tɕu] | チェ [tɕe]  | チョ [tɕo] |
| ナ na        | ニ ni        | ヌ nu        | ネ ne        | ノ no        | ン n | ニャ nya   | ニィ nyi    | ニュ nyu   | ニェ nye    | ニョ nyo   |
| ハ ha        | ヒ hi        | フ [fu]      | ヘ he        | ホ ho        |      | ヒャ hya   | ヒィ hyi    | ヒュ hyu   | ヒェ hye    | ヒョ hyo   |
| マ ma        | ミ mi        | ム mu        | メ me        | モ mo        |      | ミャ mya   | ミィ myi    | ミュ myu   | ミェ mye    | ミョ myo   |
| ヤ ya        | イィ yi      | ユ yu        | イェ ye      | ヨ yo        |      |            |             |            |             |            |
| ラ ra        | リ ri        | ル ru        | レ re        | ロ ro        |      | リャ rya   | リィ ryi    | リュ ryu   | リェ rye    | リョ ryo   |
| ワ wa        | ヰ wi        | (于) ウゥ wu | ヱ we        | ヲ wo        |      | ヰャ wya   | ヰィ wyi    | ヰュ wyu   | ヰェ wye    | ヰョ wyo   |
| ガ ga        | ギ gi        | グ gu        | ゲ ge        | ゴ go        |      | ギャ gya   | ギィ gyi    | ギュ gyu   | ギェ gye    | ギョ gyo   |
| ザ za        | ジ [dʑi]     | ズ [dzu]     | ゼ ze        | ゾ zo        |      | ジャ [dʑa] | ジィ ji     | ジュ [dʑu] | ジェ [dʑe]  | ジョ [dʑo] |
| ダ da        | ヂ [dʑi]     | ヅ [dzu]     | デ de        | ド do        |      | ヂャ [dʑa] | ヂィ dji    | ヂュ [dʑu] | ヂェ [dʑe]  | ヂョ [dʑo] |
| バ ba        | ビ bi        | ブ bu        | ベ be        | ボ bo        |      | ビャ bya   | ビィ byi    | ビュ byu   | ビェ bye    | ビョ byo   |
| パ pa        | ピ pi        | プ pu        | ペ pe        | ポ po        |      | ピャ pya   | ピィ pyi    | ピュ pyu   | ピェ pye    | ピョ pyo   |
| (ヷ) ヴァ va | (ヸ) ヴィ vi | ヴ vu        | (ヹ) ヴェ ve | (ヺ) ヴォ vo |      | ヸャ vya   | ヸィ vyi    | ヸュ vyu   | ヸェ vye    | ヸョ vyo   |
|              |              |              |              |              |      | ヴャ vya   | ヴィィ vyi  | ヴュ vyu   | ヴィェ vye  | ヴョ vyo   |
|              | スィ si      |              |              |              |      | スャ sya   | スィィ syi  | スュ syu   | スィェ sye  | スョ syo   |
|              | ズィ zi      |              |              |              |      | ズャ zya   | ズィィ zyi  | ズュ zyu   | ズィェ zye  | ズョ zyo   |
|              | ティ ti      | トゥ tu      |              |              |      | テャ tya   | ティィ tyi  | テュ tyu   | ティェ tye  | テョ tyo   |
|              | ディ di      | ドゥ du      |              |              |      | デャ dya   | ディィ dyi  | デュ dyu   | ディェ dye  | デョ dyo   |
| ツァ tsa     | ツィ tsi     |              | ツェ tse     | ツォ tso     |      | ツャ tsya  | ツィィ tsyi | ツュ tsyu  | ツィェ tsye | ツョ tsyo  |
| ヅァ dza     | ヅィ dzi     |              | ヅェ dze     | ヅォ dzo     |      | ヅャ dzya  | ヅィィ dzyi | ヅュ dzyu  | ヅィェ dzye | ヅョ dzyo  |
|              |              | ホゥ hu      |              |              |      |            |             |            |             |            |
| ファ fa      | フィ fi      |              | フェ fe      | フォ fo      |      | フャ fya   | フィィ fyi  | フュ fyu   | フィェ fye  | フョ fyo   |
| ウァ wa      | ウィ wi      |              | ウェ we      | ウォ wo      |      | ウャ wya   | ウィィ wyi  | ウュ wyu   | ウィェ wye  | ウョ wyo   |
| クァ kwa     | クィ kwi     |              | クェ kwe     | クォ kwo     |      |            |             |            |             |            |
| クヮ kwa     |              |              |              |              |      |            |             |            |             |            |
| グァ gwa     | グィ gwi     |              | グェ gwe     | グォ gwo     |      |            |             |            |             |            |
| グヮ gwa     |              |              |              |              |      |            |             |            |             |            |
| スァ swa     | スゥィ swi   |              | スェ swe     | スォ swo     |      |            |             |            |             |            |
| ズァ zwa     | ズゥィ zwi   |              | ズェ zwe     | ズォ zwo     |      |            |             |            |             |            |
| ツゥァ tswa  | ツゥィ tswi  |              | ツゥェ tswe  | ツゥォ tswo  |      |            |             |            |             |            |
| ヅゥァ dzwa  | ヅゥィ dzwi  |              | ヅゥェ dzwe  | ヅゥォ dzwo  |      |            |             |            |             |            |
| トァ twa     | トィ twi     |              | トェ twe     | トォ two     |      |            |             |            |             |            |
| ドァ dwa     | ドィ dwi     |              | ドェ dwe     | ドォ dwo     |      |            |             |            |             |            |
| トゥァ twa   | トゥィ twi   |              | トゥェ twe   | トゥォ two   |      |            |             |            |             |            |
| ドゥァ dwa   | ドゥィ dwi   |              | ドゥェ dwe   | ドゥォ dwo   |      |            |             |            |             |            |
| ヌァ nwa     | ヌィ nwi     |              | ヌェ nwe     | ヌォ nwo     |      |            |             |            |             |            |
| ホゥァ hwa   | ホゥィ hwi   |              | ホゥェ hwe   | ホゥォ hwo   |      |            |             |            |             |            |
| フゥァ fwa   | フゥィ fwi   |              | フゥェ fwe   | フゥォ fwo   |      |            |             |            |             |            |
| 厶ァ mwa     | 厶ィ mwi     |              | 厶ェ mwe     | 厶ォ mwo     |      |            |             |            |             |            |
| ルァ rwa     | ルィ rwi     |              | ルェ rwe     | ルォ rwo     |      |            |             |            |             |            |
| ヴゥァ vwa   | ヴゥィ vwi   |              | ヴゥェ vwe   | ヴゥォ vwo   |      |            |             |            |             |            |

## Pronuncia in dettaglio
Nella tabella sottostante si spiega la pronuncia in giapponese, suono per suono, tale per cui i suoni sono poi combinabili tra loro. Sotto la tabella si forniscono alcune informazioni sugli allungamenti vocalici, sui dittonghi arcaici e su alcuni accomodamenti dal primo cinese medio.
| Lettera/ dittongo (rōmaji) | Hiragana  | Katakana | Trascriz. IPA | Spiegazioni |
| -------------------------- | --------- | -------- | ------------- | --- |
| a                          | あ        | ア       | /a/           | È una "a" di albero, come in italiano. |
| i                          | い        | イ       | /i/           | È una "i" di interno, come in italiano. Questa vocale deriva dall'assimilazione di due diverse tipologie di vocali dal giapponese antico, trascritte come i1 e i2. Su che suoni rappresentassero queste vocali è ancora attivo un dibattito molto acceso. Queste distinzioni valgono solo in alcune sillabe. |
| u                          | う        | ウ       | /ɯ/ < */u/    | È una "u" di uno, ma non è arrotondata/procheila. In altre parole, oggi si pronuncia tenendo le labbra non arrotondate ma rilassate. Anticamente, si pronunciava arrotondata, come in italiano. |
| e                          | え        | エ       | /e/           | È una "e" di evento, come in italiano. Anche questa vocale deriva dall'assimilazione di due diverse tipologie di vocali dal giapponese antico, e1 e e2. |
| o                          | お        | オ       | /o/           | È una "o" di ordine, chiusa e arrotondata e come in italiano. Anche questa vocale deriva dall'assimilazione di due diverse tipologie di vocali dal giapponese antico, o1 e o2. |
| ya                         | や        | ヤ       | /ja/          | È una "ia" di già, come in italiano: è un dittongo. In generale, la /j/ semivocalica non si raddoppia: la confusione può derivare per un'interferenza con l'italiano (e.g. con parole come "aglio", diversa da "ahio". Peraltro, il suono in questione non è nemmeno /j/, ma /ʎ̩/ tensificato/raddoppiato/geminato). La /j/ semivocalica in rōmaji (il sistema più diffuso in assoluto è il sistema Hepburn, dal nome del missionario che lo inventò) si scrive con la "y". |
| ye                         | 𛀁 / いぇ | イェ     | /je/          | È una "ie" di iena, come in italiano: è un dittongo che si reperisce in prestiti. Ufficialmente, esiste solo la versione in katakana. In hiragana il dittongo, largamente in disuso, si ottiene affiancando due vocali. Una seconda versione di scrittura è una sillaba rarissima, 𛀁, che deriva dalla stilizzazione di 江, un sinogramma e kanji che indica il concetto di "grande fiume" (radicale dell'acqua 水 e, come chiave di lettura, la squadra da carpentiere 工). |
| yu                         | ゆ        | ユ       | /jɯ/ < */ju/  | È una "iu" di iuta, come in italiano ma tenendo la "u" non arrotondata. Anticamente, il dittongo era pronunciato arrotondato. |
| yo                         | よ        | ヨ       | /yo/          | È una "io" di sciolto, arrotondata. |
| wa                         | わ        | ワ       | /ɰa/ < /wa/   | È una "ua" di quaglia, ma con la "u" semivocalica non arrotondata. La versione semivocalica di /ɯ/ si scrive /ɰ/, pertanto il dittongo è /ɰa/. Anticamente, la semivocale era arrotondata come in italiano, pertanto il dittongo era /wa/. La /w/ semivocalica si romanizza con la lettera "w". Il dittongo è ancora in uso in giapponese ma in isolamento: nei kanji, è caduto. |
| wi                         | ゐ        | ヰ       | /ɰi/ < /wi/   | È una "ui" di qui, sempre con le labbra rilassate. Anticamente, era /wi/. Oggi questa sillaba è in disuso pure negli anglismi/wasei-eigo in japanglish, ma è utile se si affronta la pronuncia storica in particolare dei kanji, con cui si può fare un confronto con i prestiti cinesi in altre lingue e con il cinese stesso. In più, siccome questo dittongho si è ridotto in /i/, molti kanji non rispecchiano la pronuncia cinese e sino-xenica, ragion per cui solo in apparenza sembrano avulsi e scollegati dal cinese. Lo stesso discorso vale per "-wa", ridotto in /a/. |
| we                         | ゑ        | ヱ       | /ɰe/ < /we/   | È una "ue" di quelli, sempre con le labbra rilassate. Anticamente, era /we/. Oggi questa sillaba è in disuso, ma la sua utilità è analoga a "wi" e a "-wa" usato dentro una sillaba. |
| wo                         | を        | ヲ       | /ɰo/ < /wo/   | È una "uo" di uomo, sempre con le labbra rilassate. Anticamente, era /wo/. Oggi, la sillaba è in disuso eccetto per la particella che indica il complemento oggetto diretto, を, che anticamente si pronunciava /wo/ e oggi si riduce in /o/: pertanto, la pronuncia è irregolare. |
| k                          | -         | -        | /k/           | È una "c" di cane/"ch" di chela/"k" di koala. La consonante si combina con ogni vocale, generando una distinta sillaba, ognuna con il suo segno grafico in katakana e hiragana (i due sillabari/kana sono nati da una stilizzazione di una serie di kanji). Il suono resta invariato di fronte a ogni vocale e dittongo. Al massimo, di fronte alla /i/ e /j/- si palatalizza leggermente. La /k/- e la versione palatalizzata /kʲ/- si riconoscono se si pronuncia alla massima velocità "ko-ku-ko-ku-ko-ku" e "ke-ki-ke-ki-ke-ki", lasciando la lingua libera di muoversi. La palatalizzazione è leggera: non diventa /t͡ʃ/, come nell'italiano "ciao"), ma più semplicemente il dorso della lingua si spinge più in avanti. Quando a una consonante si aggiunge il dittongo che inizia con /j/-, si usa come "base/perno/sedia" la versione in /kʲ/- e accanto si aggiunge il dittongo in dimensioni rimpicciolite. La "k" non cambia romanizzazione di fronte a nessuna vocale. Le combinazioni in hiragana e katakana sono: か ka, き ki, く ku (non arrotondata), け ke, こ ko; きゃ kya, きゅ kyu (non arr.), きょ kyo. カ ka, キ ki, ク ku (non arr.), ケ ke, コ ko; キャ kya, キュ kyu (non arr.), キェ kye, キョ kyo. |
| g                          | -         | -        | /g/           | È una "g" di galera/"gh" di ghiro; a differenza di /k/, la consonante è sonora (coinvolge cioè la vibrazione delle corde vocali: si metta il palmo della mano intorno alla gola e si pronunci prima "ffff" e poi "mmm"). Si ottiene aggiungendo due trattini in alto alle sillabe con k-. Il doppio trattino in alto si chiama "dakuten" o "nigori", cioè "impurità", e fa nascere le sillabe "impure", che sono sonore a prescindere. Prima del periodo Edo (corrispondente allo shogunato Tokugawa/primo giapponese moderno), in scrittura non era usanza comune disambiguare l'impurità. La /g/ si palatalizza di fronte alla /i/ e /j/ semivocalica, diventando /gʲ/. la /g/, se pronunciata in una parlata veloce, colloquiale e poco curata può ridursi in /ɣ/, cioè una "g" di galera senza contatto tra organi., come in spagnolo sia castigliano che latinoamericano. Le combinazioni in hiragana e katakana con rōmaji sono: が ga, ぎ gi, ぐ gu, げ ge, ご go; ぎゃ gya, ぎゅ gyu, ぎょ gyo. ガ ga, ギ gi, グ gu, ゲ ge, ゴ go; ギャ gya, ギュ gyu, ギェ gye, ギョ gyo. |
| s                          | -         | -        | /s/ di base   | È una "s" di senza, sorda. Davanti alla /i/ e /j/- semivocalica, si palatalizza in /ɕ/. Cioè, si pronuncia una "sc" di scienza ma con la lingua già in posizione di "gn" di gnomo (/ɳ/), senza esagerare. in passato, non si palatalizzava: era */si/. La palatalizzazione è stata poi assunta anche di fronte alla /e/, poi caduta. La "s" palatalizzata cambia grafia in "sh-", grafia unica. Le combinazioni in hiragana e katakana con rōmaji sono: さ sa, し shi, す su, せ se, そ so; しゃ sha, しゅ shu, しょ sho. サ sa, シ shi, ス su, セ se, ソ so; シャ sha, シュ shu, シェ she, ショ sho. |
| z                          | -         | -        | /d͡z/          | È una "z" di zero, sonora, come si pronuncia nel Nord Italia. Davanti a /i/ e /j/- semivocalica, si palatalizza in /d͡ʑ/, cioè una "g" di gioco pronunciata con a lingua già in posizione di "gn" di gnomo. In passato, non si palatalizzava: era */d͡zi/. La versione palatalizzata cambia grafia in "j-", grafia unica. Le combinazioni in hiragana e katakana con rōmaji sono: ざ za, じ ji, ず zu, ぜ ze, ぞ zo; じゃ ja, じゅ ju, じょ jo. ザ za, ジ ji, ズ zu, ゼ ze, ゾ zo; ジャ ja, ジュ ju, ジェ je, ジョ jo. |
| t                          | -         | -        | /t/ di base   | È una "t" di tavolo, sorda. Di fronte alla /i/ e /j/- semivocalica, si palatalizza in /t͡ɕ/, cioè una "c" di ciao ma con la lingua già in posizione di "gn" di gnomo; la romanizzazione poi cambia in "ch-", grafia unica. In più, davanti a /ɯ/ non arrotondata, si lenisce diventando /t͡s/, cioè una "z" di zero, stavolta sorda; cambia pure la latinizzazione della sillaba: "tsu" (<*/tu/). In passato, la pronuncia era */t/ di fronte a ogni suono. Le combinazioni in hiragana e katakana con rōmaji sono: た ta, ち chi, つ tsu, て te, と to; ちゃ cha, ちゅ chu, ちょ cho. タ ta, チ chi, ツ tsu, テ te, ト to; チャ cha, チュ chu, チェ che, チョ cho. |
| d                          | -         | -        | /d/ di base   | È una "d" di dente, sonora. Di fronte alla /i/ e /j/- semivocalica, si palatalizza in /d͡ʑ/, cioè una "g" di gioco pronunciata con a lingua già in posizione di "gn" di gnomo. Per non confondere la grafia con "ji" じ <*/d͡zi/ e tenere distinto "ji" ぢ <*/di/, in rōmaji si può trascrivere questa nuova sillaba con "dji". Lo stesso discorso vale con ず zu e la nuova sillaba ヅ zu /d͡zɯ/ (<*/du/), che si può trascrivere "dzu" per non confonderla. Le combinazioni in hiragana e katakana con rōmaji sono: だ da, ぢ (d/ji, づ (d)zu, で de, ど do; ぢゃ (d)ja, ぢゅ (d)ju, ぢょ(d)jo. ダ da, ヂ (d)ji, ヅ (d)zu, デ de, ド do; ヂャ (d)ja, ヂュ (d)ju, ヂェ (d)je, ヂョ (d)jo. |
| h                          | -         | -        | /h/ < */ɸ/    | È un'aspirazione sorda, come nell'inglese "have". Cambia grafia davanti alla /ɯ/ siccome si pronuncia come una effe "soffiata", cioè /ɸ/: è uno sbuffo d'aria che esce dalle labbra rilassate, senza che gli incisivi dell'arcata dentale superiore siano a contatto con il labbro inferiore, come nella /f/ italiana. La grafia è "fu". L'aspirazione si palatalizza di fronte a /i/ e /j/-, diventando /ç/: il suono si distingue da /h/ se si pronuncia alla massima velocità "kho-khu-kho-khu" e "khe-khi-khe-khi" focalizzandosi sull'aspirazione. Le combinazioni in hiragana e katakana con rōmaji sono: は ha, ひ hi, ふ fu, へ he, ほ ho; ひゃ hya, ひゅ hyu, ひょ hyo. ハ ha, ヒ hi, フ fu, ヘ he, ホ ho; ヒャ hya, ヒュ hyu, ヒェ hye, ヒョ hyo. In giapponese, は ha usato come particella indicante il tema/topic di cui si parla si pronuncia e latinizza come "wa": la grafia, di contro, rispecchia la pronuncia arcaica, /ha/. Lo stesso vale per へ "e", che indica il moto da luogo: anticamente si pronunciava /he/. La terza e ultima irregolarità è presente, come detto in precedenza, nella particella del complemento oggetto diretto, "wo" /o/ </wo/. L'aspirazione è nata nel Primo Giapponese Medio ed era sempre pronunciata */ɸ/ |
| b                          | -         | -        | /b/           | È una "b" di balena, sonora. Si ottiene aggiungendo il doppio trattino in alto/dakuten/nigori/impurità alle sillabe in "h"-. Le combinazioni in hiragana e katakana con rōmaji sono: ば ba, び bi, ぶ bu, べ be, ぼ bo; びゃ bya, びゅ byu, びょ byo. バ ba, ビ bi, ブ bu, ベ be, ボ bo; ビャ bya, ビュ byu, ビェ bye, ビョ byo. |
| p                          | -         | -        | /p/           | È una "p" di pallone, sorda. Si ottiene aggiungendo un cerchiolino in alto alle sillabe in "h"- al posto dell'impurità, Il pallino si chiama "handakuten/maru". Anch'esso prima del primo giapponese moderno non si disambiguava in scrittura. Le combinazioni in hiragana e katakana con rōmaji sono: ぱ pa, ぴ pi, ぷ pu, ぺ pe, ぽ po; ぴゃ pya, ぴゅ pyu, ぴょ pyo. パ pa, ピ pi, プ pu, ペ pe, ポ po; ピャ pya, ピュ pyu, ピェ pye, ピョ pyo. |
| n                          | -         | -        | /n/           | È una "n" di nave, sonora. Di fronte a /i/ e /j/- semivocalica, si palatalizza in "gn" di gnomo /ɳ/. Le combinazioni in hiragana e katakana con rōmaji sono: な na, に ni, ぬ nu, ね ne, の no; にゃ nya, にゅ nyu, にょ nyo. ナ na, ニ ni, ヌ nu, ネ ne, ノ no; ニャ nya, ニュ nyu, ニェ nye, ニョ nyo. |
| m                          | -         | -        | /m/           | È una "m" di mano, sonora. Le combinazioni in hiragana e katakana con rōmaji sono: ま ma, み mi, む mu, め me, も mo; みゃ mya, みゅ myu, みょ myo. マ ma, ミ mi, ム mu, メ me, モ mo; ミャ mya, ミュ myu,ミ ェ mye, ミョ myo. |
| r                          | -         | -        | /ɹ/ < */ɾ~r/  | È una "r" senza vibrazione data dal contatto tra organi, come nell'inglese "reason, crime, car"... (attenzione: in inglese, nella pronuncia britannica, a fine parola il suono cade). Nel giapponese antico era invece vibrante, come in italiano. Le combinazioni in hiragana e katakana con rōmaji sono: ら ra, り ri, る ru, れ re, ろ ro; りゃ rya, りゅ ryu, りょ ryo. ラ ra, リ ri, ル ru, レ re, ロ ro; リャ rya, リュ ryu, リェ rye, リョ ryo. |
| -n                         | ん        | ン       | -/n/ di base  | È una codina nasale che si può inserire a fine sillaba e che, storicamente, deriva dall'influsso del primo cinese medio nel giapponese antico, che a fine sillaba non ammetteva altri suoni nemmeno nei primi prestiti sino-giapponesi. La codina compare a fine sillaba senza modifiche nelle dimensioni. -Se la sillaba in "-n" (romanizzazione unica e invariabile) non è seguita da nulla (es. "yamashita-san!"), si pronuncia /N/, cioè una "n" pronunciata con la radice della lingua in zona uvulare, dove cioè si pronuncia la "r" tedesca e francese o la "q" araba (es. qalam, qamūs). La vocale viene quindi colpita da una forte nasalizzazione, come in francese o portoghese. -Se dentro la frase, di base si sente /n/ di nave, che di fatto è la pronuncia tipica e basilare. -Se succeduta dai suoni bilabiali /b/ e /p/, esattamente come in italiano, si assimila in /m/. -Se succeduta dai suoni velari /k/ e /g/, si assimila in /ŋ/, come nell'italiano "panca, panchina, fango" o nell'inglese "king". In più, se sono palatalizzate, anche /ŋ/ si palatalizza leggermente, diventando /ŋʲ/. -Diventa "gn" di gnomo /ɳ/ se seguita da "ji", "(d)ji" e "chi", anche con i dittonghi. -Infine il cluster "-nn-" si assimila in /nn/ come in "nonno" e il cluster "-nm-" nella pronuncia rapida ha un esito analogo (es. "ranma" らんま, "confusione"). Un esempio di scrittura è la sillaba "kan" ガン, がん. Infine, riguardo specificatamente alle origini di -/n/, serviva ai giapponesi per accomodare la -n finale del primo cinese medio, conservata tuttora in cinese moderno, e anche la codina nasale *-m, assimilatasi alle -n tra il primo mandarino e il mandarino medio (khanato mongolo e dinastia Ming). La *-m è ritenuta in coreano, dialetto cantonese e vietnamita (vedi hanja e chu nom) |

A questi suoni, si aggiunge la nozione di allungamento vocalico: quando due vocali identiche sono scritte di fila, si pronuncia un'unica vocale che dura leggermente di più: ああ aa /a:/, いい ii /i:/, うう uu /ɯ:/, ええ ee /e:/, おお oo /o:/. Volendo, nel sistema Hepburn l'allungamento vocalico si può anche indicare con un trattino orizzontale detto "macron" sopra una singola vocale: ā, ē, ī, ō, ū. Un ultimo e diffusissimo allungamento vocalico è presente nella combinazione -おう:
おう, どう, とう, こう, ごう, もう, のう, ろう, そう, ぞう, ほう, ぼう, ぽう, きょう, ぎょう, ちょう, みょう, にょう, しょう, ひょう, びょう, ぴょう, りょう .
La combinazione "ou" si romanizza ō/oo e si pronuncia /o:/. la -u finale deriva dall'accomodamento finale di -/ŋ/ in cinese (conservato tuttora dal primo cinese medio e dal cinese antico), reso come */ũ/ nasalizzato, poi /ɯ̃/ e infine assimilatosi. Un esempio famoso è il nome dell'odierna capitale del Giappone, Tōkyō 東京 とうきょう, anticamente detta "Edo" 江戸. Oppure, deriva dalla mutazione di "-au" e "-eu" in "-oo", tale per cui l'accomodamento della pronuncia cinese si allontana da quella originale. Questo allungamento, insieme a "ū/uu", è l'allungamento vocalico più diffuso in giapponese.
Il secondo, "uu" (うう, ゆう), si trova facilmente nei kanji (esattamente come "oo"), cioè i sinogrammi presi a prestito dai giapponesi, e deriva dall'accomodamento dello stop senza rilascio udibile di suono *-p del primo cinese medio: fu adattato come -fu, dopodiché la consonante è caduta ed è rimasta solo a "u", che in svariati casi forma questo allungamento vocalico. La *-p è individuabile in coreano, cantonese, vietnamita e in svariati dialetti cinesi onservativi come il cantonese (famiglia yue) e svariati minnan (es. l'amoy hokkien, il taiwanese, il tochew, il quanzhou, lo shangtou e l'hakka). Altri allungamenti vocalici presenti in parole native giapponesi derivano da cadute di consonanti, sillabe interne o semivocali durante l'evoluzione della lingua.
Molti altri suoni che sono diventati sillabe derivano da accomodamenti della pronuncia del primo cinese medio in giapponese (*-t, *-k) e sono reperibili nei kanji, ma non costituiscono casi particolari da prendere in analisi.
Tutti i dittonghi che iniziano con w-, se reperiti nei kanji, sono pure accomodamenti dal primo cinese medio ed esistevano già durante il giapponese antico (la pronuncia della vocale era unica). Oggi, in tutto il vocabolario giapponese, questi dittonghi sono spariti eccetto per "wa". In katakana, degli esempi di sillabe con questi dittonghi arcaici, utili per fare paragoni con le lingue sino-xeniche, per ricostruire il primo cinese medio o per sbrogliare delle mancate corrispondenze nella pronuncia tra giapponese e lingue sino-xeniche, sono グワ(ン) gwa(n), クワ(ン) kwa(n),  グヱ(ン) gwe(n), クヱ(ン) kwe(n), ヱ(ン) we(n), ヰン wi(n).

## Ricostruzione filologica del katakana
Questa tabella mostra i sinogrammi che hanno originato, tramite delle stilizzazioni a volte estreme, le sillabe del katakana, usato per traslitterare i prestiti in giapponese. Di ogni carattere viene spiegato il significato, per poter capire cosa rappresenta sia lui sia la sillaba katakana che ne deriva. Il lavoro è di stampo filologico, ma può aiutare nella memorizzazione dell'alfabeto. In conclusione, siccome il katakana è formato da caratteri cinesi o loro pezzi, uno studente di giapponese dovrebbe riconoscere dei loro pezzi nei kanji. Di contro, un conoscitore dei sinogrammi che si avvicina per la prima volta al katakana dovrebbe riconoscere dei pezzi di sinogrammi e fare ipotesi e collegamenti. Si ricorda infine che i due kana sono nati nell'800 d.C. circa: prima non esisteva nessun alfabeto giapponese e si scriveva solo con i sinogrammi o per scrivere in cinese classico (wényán) o per rendere a orecchio il suono delle sillabe giapponesi (utilizzo "man'yogana"). I kana sono stati inventati per scrivere le particelle grammaticali giapponesi e la morfologia verbale, per trascrivere le parole straniere e per trascrivere la pronuncia dei kanji (utilizzo "furigana" se le sillabe sono affiancate accanto ai kanji scritti in verticale).
| Katakana   | Hanzi | Rōmaji     | Pinyin  | Spiegazione |
| ---------- | ----- | ---------- | ------- | --- |
| ア         | 阿    | a          | a1      | È la parte sinistra del suddetto sinogramma, originariamente 阜, che da sola rappresenta una collina. È anche uno dei 214 radicali Kangxi (康熙部首 こうきぶしゅ), usati anche in cinese, coreano e vietnamita. Un apprendente alle prime armi potrebbe facilmente scambiarlo per il carattere 了. |
| イ         | 伊    | i          | yi1     | È la parte sinistra del sinogramma, 人, che quando si usa come radicale Kangxi si semplifica in 亻. Rappresenta una persona in piedi. |
| ウ; ヴ     | 宇    | u; vu      | yu3     | In primo cinese medio *hjuX (ricostruzione e notazione Baxter; la X indica l'intonazione crescente nel cinese medio), è la parte alta del suddetto sinogramma, che rappresenta un tetto. Si può notare come sia imitata la grafia arcaica del tetto, che è tuttora presente in caratteri come 向. È anche un radicale Kangxi. |
| エ         | 江    | e          | jiang1  | In cinese medio *kaewng /kæwŋ/ (se senza indicazioni, si indica un'intonazione piana/flat tone), è la parte destra del suddetto carattere, 工, che rappresenta una squadra da carpentiere e ha anche contribuito a formare caratteri come 壬 e 巨. È anche uno dei radicali Kangxi. |
| オ         | 於    | o          | yu2     | In cinese medio *'jo con lo stacco glottale/colpo di glottide/glottal stop, è la parte sinistra del suddetto sinogramma, 方, che in questo preciso contesto rappresenta una mano stilizzata. Una variante del carattere, molto rara, è 扵 ed è la versione originale . Un apprendente alle prime armi potrebbero scambiarlo per 才. |
| ヤ         | 也    | ya         | ye3     | In cinese medio *yaeX, è la parte alta del suddetto sinogramma, che rappresenta un serpente, presente anche in 它. Il significato originale si conserva nel carattere 蛇. |
| ユ         | 由    | yu         | you2    | In cinese medio *yuw, sarebbe un'anfora da cui cola una goccia visibile in alto. I due tratti sono presi dalla parte bassa del carattere, dove c'è la base dell'anfora. Questa interpretazione viene peraltro collegata al carattere 油, che indica l'olio. |
| ヨ         | 與    | yo         | yu3     | In cinese medio *yoX, sono due coppie di mani (una in alto, una in basso) che reggono un oggetto, oggi 与. Per la precisione, ヨ è un pezzo di parte destra del carattere. Un apprendente alle prime armi potrebbe scambiarlo per 彐, che rappresenta il grugno di un maiale come radicale e una mano in svariati caratteri. La sillaba "ye" non esiste in hiragana e in katakana si scrive come イェ. |
| ワ         | 和    | wa         | he2     | È un pezzo di parte destra del carattere, 口, che rappresenta una bocca spalancata in passato sorridente e oggi squadrata. I giapponesi hanno costruito questa sillaba dalla versione non arcaica del carattere, che altrimenti sarebbe 稐 o 龢. |
| (ヰ)       | (井)  | (wi)       | (jing3) | È un suono oggi in disuso ma utile qualora si faccia filologia o si studi fino a fondo l'alfabeto. È un pezzo di parte destra del suddetto carattere, che rappresenta la bocca di un pozzo inquadrata dall'alto. Uno studente alle prime armi potrebbe scambiarlo per il componente in basso nei caratteri 降 e 韋. |
| (ヱ)       | (恵)  | (we)       | (hui4)  | È un suono oggi in disuso ed è la stilizzazione della parte alta del suddetto carattere, in cinese 惠. Rappresenta un fuso, 叀, che si può roteare (si pensi al carattere 專/专, un fuso roteato da una mano, e al carattere 轉 in cui si intuisce la presenta delle ruote di un carro che girano). Il carattere, con sotto il cuore, indica la magnanimità e benevolenza e probabilmente si riferisce all'atto filiale delle figlie femmine di dedicarsi ai mestieri domestici. Uno studente alle prime armi potrebbe scambiarlo per una stilizzazione di 亟 o 函. |
| ヲ         | 乎    | wo         | hu1     | È la stilizzazione dei tre tratti in alto del suddetto carattere, che raffigura uno sbuffo d'aria. Uno studente alle prime armi potrebbe scambiarlo per il componente in alto nel carattere 登. |
| - ン       | 尓    | -n         | er3     | In cinese medio *nejX, sono i due tratti in alto del suddetto carattere, poi dislocati nella stilizzazione. In cinese semplificato è 尔, che deriva da 爾, un telaio pieno di fili intrecciati. Uno studente alle prime armi potrebbe scambiarlo per il carattere 冫. |
| カ; ガ     | 加    | ka; ga     | jia1    | In cinese medio *kae, è la parte sinistra del suddetto carattere, 力, che rappresenterebbe una zappa. Per quanto esistano altre interpretazioni, il suo significato a prescindere è quello di "forza". Si ricorda che si può ottenere la versione sonora della consonante se in alto a destra si aggiunge la nigori, che indica la vibrazione delle due corde vocali. Viceversa, se si toglie la nigori si ottiene la consonante sorda. |
| キ; ギ     | 幾    | ki; gi     | ji3     | In cinese medio *kj+jX /kjɨj/, è la stilizzazione della parte alta del carattere, che rappresenta un paio di bozzoli di seta con in mezzo un'ascia 戍. Oggi, in lingua cinese, indica una piccola quantità. |
| ク; グ     | 久    | ku; gu     | jiu3    | In cinese medio *juwX, è la parte superiore del suddetto carattere, che rappresenta un corpo sdraiato con un bastone di moxa poggiato sopra, visibile in basso. Oggi il carattere che si riferisce alla moxibustione si scrive 灸. Il significato attuale è quello di un lungo periodo di tempo. |
| ケ; ゲ     | 介    | ke; ge     | jie4    | In cinese medio *keaiH /kɛj/ (La "H" indica l'intonazione discendente), è la stilizzazione di gran parte del suddetto carattere, che rappresentava una persona 人 circondata da due coppie di punti per indicare una protezione esterna addosso. Di questi quattro, due sono rimasti e si sono allungati nei due tratti in basso. |
| コ; ゴ     | 己    | ko; go     | ji3     | In cinese medio *kiX, è la parte superiore del suddetto carattere, che rappresenta una corda sinuosa (oggi squadrata) con alcuni punti annodati per contare. Il senso originario resta nel carattere 纪. In caratteri come 改 e 配 è un falso amico perché rappresenta rispettivamente un bambino inginocchiato e una persona inginocchiata. Non va confuso con 已, che rappresenta un feto appena nato e oggi significa grossomodo "terminare". |
| サ; ザ     | 散    | sa; za     | san4    | È la parte in alto a sinistra del suddetto carattere, che rappresenta due fasce di vegetali (come in 麻), a cui poi si è aggiunta la carne, mentre vengono battuti da un bastone in una mano destra, oggi stilizzato e presente in questa forma anche in molti altri caratteri (ex. 改, 教, 傲). Probabilmente la carne sta ad indicare la carne battuta e intenerita. È presente nel vocabolo 松散, "friabile", e oggi in cinese significa anche camminare. Uno studente alle prime armi potrebbe scambiarlo per il carattere 艹 . |
| シ; ジ     | 之    | shi; ji/zi | zhi1    | È la stilizzazione del suddetto carattere, che rappresenta una radice. In passato, la sillaba si poteva pronunciare anche senza palatalizzazione (/si/ e /d͡zi/), oggi inserita a prescindere. |
| ス; ズ     | 須    | su; zu     | xu1     | È la parte bassa del componente a destra del suddetto carattere, che in cinese si scrive 须. Il componente 頁/页 rappresenta una faccia stilizzata (un ciuffo di peli con sotto il naso). |
| セ; ゼ     | 世    | se; ze     | shi4    | È la parte interna nel carattere suddetto, che aveva anche una variante arcaica, 丗. Indica il mondo e, secondo quello che scrive Xu Shen (许慎) nello Shuowen Jiezi (说文解字), sarebbe un carattere simile a 卅 sa4, che indica il numero trenta (tre volte 十 interconnesso). Il dieci significa innumerevole, quindi l'insieme di innumerevoli e innumerevoli cose della realtà forma il mondo intero. Un'altra interpretazione collega il carattere alla parte superiore di 枼 in 葉 ye4, che indica le foglie (oggi 叶, carattere che gia esisteva come sinonimo di 协, "armonioso" o 协议 "accordo/intesa"). Il carattere 葉 infatti sarebbe il radicale dell'erba, aggiunto successivamente, con sotto un ramo con foglie stilizzato e un albero. Così come le foglie nascono, crescono e muoiono, nel mondo gli uomini e oggetti seguono un ciclo simile. |
| ソ; ゾ     | 曽    | so; zo     | ceng2   | È la parte alta del carattere suddetto, che in cinese si scrive 曾. È il disegno di un coperchio di pentola forato in bambù, qui stilizzato come 田, da cui escono degli sbuffi di vapore 八 durante la cottura. Il significato arcaico resta nel vocabolo 甑. |
| タ         | 多    | ta; da     | duo1    | È la parte alta del carattere suddetto, 夕. Rappresenta una falce di luna. |
| チ         | 千    | chi; d(j)i | qian1   | È il carattere che indica il migliaio, con una stilizzazione calligrafica del tratto verticale. Per indicare il migliaio, i cinesi usano il numero dieci 十 sormontato da un tratto obliquo. Secondo un'altra interpretazione, è una persona 人 con in mezzo un tratto verticale. In origine indicava l'atto di muoversi, significato conservato in 迁. Poi, già al tempo di Xu Shen significava "cento". Anticamente, si indicava fino a cinque migliaia se in questo carattere si sostituiva la sbarra con i numeri 一、二、三、亖 (oggi 四)、五. Uno studente alle prime armi potrebbe scambiarlo per il carattere 手 nella suaversione arcaicheggiante, contenuta nel sinogramma 拜. In passato, la sillaba si pronunciava /ti/ e /di/, senza palatalizzazione.                                                                                                |
| ツ         | 川    | tsu; d(z)u | chuan1  | In cinese medio *tsyhwen /t͡ɕʰwen/, una stilizzazione del carattere suddetto, che indica la corrente di un fiume disegnata con inquadratura dall'alto. La sillaba è stata formata dalla versione meno arcaica del carattere, che altrimenti sarebbe stato 巛. La sillaba in passato si pronunciava senza palatalizzazione. Era quindi /tu/ e /du/ con la vocale procheila/arrotondata (oggi ha perso l'arrotondamento). |
| テ         | 天    | te; de     | tian1   | In cinese medio *then, la stilizzazione del carattere suddetto, che indica il cielo: è un tratto orizzontale (in passato una forma quadrata) con sotto la persona in piedi con le braccia distese, 大. |
| ト         | 止    | to; do     | zhi3    | È la parte alta del carattere suddetto, che indica un piede in posizione statica. Uno studente alle prime armi potrebbe scambiarlo per il carattere 卜. |
| ナ         | 奈    | na         | nai4    | È la parte alta del carattere suddetto, che si usa per scrivere il nome di Nara (奈良), un'antica capitale del Giappone e il nome di un periodo storico in cui la capitale era proprio a Nara, prima di essere spostata a Heian 平安 (oggi Kyoto 京都). Il carattere, secondo Xu Shen, era sinonimo di 果 e quindi rappresenta un albero da frutto, scritto in origine come 柰, un albero con la chiave di lettura 示. Nella parola 柰子 indica la mela asiatica, detta pure 沙果. Uno studente alle prime armi potrebbe scambiarlo per il disegno della mano sinistra, presente per esempio in 布. |
| ニ         | 仁    | ni         | ren4    | In cinese medio *nyin /ɳin/, è il componente a destra del suddetto carattere, 二. Rappresenta il numero due. |
| ヌ         | 奴    | nu         | nu4     | È il componente a destra del carattere suddetto, 又. Rappresenta la mano destra, di cui sono riconoscibili le dita e un tratto obliquo in basso, verso destra, che rappresenta il braccio. |
| ネ         | 祢    | ne         | mi2     | È il componente a sinistra del suddetto carattere, 示, che si semplifica in 礻se usato come radicale Kangxi. Rappresenta un altare sacrificale a tre gambe. La versione tradizionale e originale del carattere è 禰 . È un carattere molto raro che, secondo Xu Shen, significa 親廟, ossia un tempietto votivo per i propri familiari defunti, in particolare per il proprio padre. |
| ノ         | 乃    | no         | nai3    | In cinese medio *nojX, è il tratto obliquo a sinistra nel suddetto carattere, che indica una corda sinuosa in origine scritta come ㄋ e ancora presente anche come radicale Kangxi in caratteri come 建. Anticamente, era stato preso come prestito per dire "tu" (pronome personale). Uno studente alle prime armi potrebbe scambiarlo per un semplice pie3, il tratto obliquo verso sinistra, 丿. |
| ハ; バ; パ | 八    | ha; ba; pa | ba1     | In cinese medio *peat (la consonante in fondo è uno stop senza rilascio di suono che interrompe la vocale), è un carattere che arcaicamente significava "tagliare, dividere", esattamente come suggerisce la sua grafia. Mentre il suo significato originale resta in caratteri come 分, il suo significato attuale è "otto". Si ricorda che se si aggiunge il "mari" (cerchiolino) alla sillaba, si ottiene il suono /p/, sordo. |
| ヒ; ビ; ピ | 比    | hi; bi; pi | bi3     | In cinese medio *pjijX, è il componente a destra del suddetto carattere , 匕. Tutto il carattere indica due persone vicine. Originariamente significava "essere vicini", poi il significato si è evoluto a quello di "confrontarsi" e "paragonare", tale per cui due persone devono essere vicine. Uno studente alle prime armi potrebbe scambiarlo per il radicale Kangxi 匕, che indica un pugnale o un cucchiaio, di cui è ben visibile il manico. |
| フ; ブ; プ | 不    | fu; bu; pu | bu4     | In cinese medio *pjuw, secondo un'interpretazione è un paio di tratti a sinistra nel carattere suddetto. Indica un seme, oggi sparito, sotto al terreno (一) e tre radici che si diramano. È quindi un seme che germoglia, che si ritrova anche nel carattere 胚, che indica il feto o embrione. Oggi indica la negazione, insieme a caratteri come 非. |
| ヘ; ベ; ペ | 部    | he; be; pe | bu4     | In cinese medio *buwX, è la stilizzazione del componente a destra del carattere, che si scriveva 邑 e indicava la città: in alto c'è una zona recintata o dotata di mura, mentre in basso c'è 巴, che in questo preciso contesto raffigura un uomo fermo e inginocchiato, per indicare un posto in cui si risiede in pianta stabile. Non ha nulla in comune con ア. |
| ホ; ボ; ポ | 保    | ho; bo; po | bao3    | In cinese medio *pawX, è il componente in basso a destra del carattere suddetto. 呆 in isolamento indica una persona con la bocca spalancata e indica lo stare fermi attoniti o una persona stupida. In questo preciso contesto, rappresenta un bambino (altrove si stilizza 子 o, se messo al rovescio, 育 in cima) e tutto il carattere significa "proteggere, garantire": è una persona che sta vicina ad un bambino. Un apprendente alle prime armi potrebbe scambiare il carattere per una versione stilizzata di 木 presente nel carattere 茶. |
| マ         | 末    | ma         | mo4     | In cinese medio *mat, è una stilizzazione estrema dell'interno del carattere suddetto, che indica la cima di un albero, evidenziata con un punto poi assottigliato in un lungo tratto orizzontale. Uno studente alle prime armi potrebbe scambiarlo per la parte superiore del carattere 通. |
| ミ         | 三    | mi         | san3    | È una stilizzazione sinuosa del carattere suddetto, che indica il numero tre: i tratti sono tutti verso la stessa direzione di 三. Uno studente alle prime armi potrebbe scambiarlo per il carattere 彡 ribaltato. |
| ム         | 牟    | mu         | mou2    | È la parte alta del carattere suddetto, 厶. In questo preciso contesto, indica in questo preciso contesto uno sbuffo d'aria o una bocca poi stilizzata sopra un bue. Tutto il carattere significava "muggire" e si ritrova nel carattere 哞. Uno studente alle prime armi potrebbe scambiarlo per il radicale Kangxi 厶. |
| メ         | 女    | me         | nü3     | È la parte in basso del carattere suddetto, che è anche un radicale Kangxi. Rappresenta una donna inginocchiata. Uno studente alle prime armi potrebbe scambiarlo per il carattere 乂. |
| モ         | 毛    | mo         | mao2    | È la semplificazione del carattere suddetto, che indica un ciuffo di peli. È anche un radicale Kangxi. Uno studente alle prime armi potrebbe scambiarlo per il carattere 乇. |
| ラ         | 良    | ra         | liang2  | È lo spigolo in alto del carattere suddetto, che è il disegno dall'alto di una veranda con una stradina in alto e una in basso. Questo significato si conserva ancora in caratteri come 郎/廊. Uno studente alle prime armi potrebbe scambiarlo per la parte in basso del carattere 今. |
| リ         | 利    | ri         | li4     | È il componente a destra del carattere suddetto, 刂, che è la stilizzazione di una lama (per esteso, 刀). Un disegno simile si trova anche nei caratteri 班 e 辨. Nel cinese semplificato, è anche presente nella semplificazione di 師 e 帥, rispettivamente 师 e 帅, ma rappresenta probabilmente delle dune di terra per indicare un accampamento: è quindi un falso amico. |
| ル         | 流    | ru         | liu2    | È la parte nell'angolo in basso a destra del carattere suddetto, che è 川. È quindi un paio di flutti d'acqua in cui è immerso un bambino (子) disegnato sottosopra. Uno studente alle prime armi potrebbe scambiarlo per il carattere 儿. |
| レ         | 礼    | re         | li3     | In cinese medio lejX, è il componente a destra nel carattere suddetto, la cui versione originale è 禮. Indica il rituale ed è un altare a tre gambe con accanto un vaso sacrificale con dentro un paio di piante di grano o un paio di fili a cui sono legati dei dischetti circolari forati di ambra. Tutto il componente a destra si è semplificato anche in cinese in un lungo tratto vagamente simile ad un gancio molto arcuato. |
| ロ         | 呂    | ro         | lü3     | È il componente in alto del suddetto carattere, 口. È una variante di 吕, che secondo Xu Shen indica una coppia di vertebre; secondo un'altra interpretazione, sono due bocche l'una sull'altra per indicare il cantare insieme. Sono presenti anche nel carattere 哥, che oggi indica il fratello maggiore e da cui deriva 歌, la canzone (accanto si riconosce uno sbuffo d'aria sopra una persona). Ad ogni modo, indica il concetto di coppia, che si ritrova pure nel carattere 侣. |

### Vocaboli stranieri diffusi in giapponese e scritti in katakana
La tabella contiene dei vocaboli stranieri traslitterati in katakana e accompagnati dalla romanizzazione. In cima ci sono i vocaboli dei primi quattro livelli di JLPT, in basso ci sono alcuni vocaboli extra sparsi, appartenenti perlopiù al campo semantico delle tecnologie moderne, gastronomia, musica e geografia. Molte di queste parole sono inglesi e adattate al giapponese e sono dette 和製英語, wasei-eigo. Tutte queste parole si possono considerare esempi concreti di katakana.
| Vocabolo                                           | Rōmaji ローマ字                        | Traduzione                                                                | Equivalente                                                      | Livello JLPT |
| -------------------------------------------------- | -------------------------------------- | ------------------------------------------------------------------------- | ---------------------------------------------------------------- | ------------ |
| アパート                                           | apaato                                 | appartamento                                                              | apartment                                                        | 1            |
| エレベーター                                       | erebeetaa                              | ascensore                                                                 | elevator                                                         | 1            |
| カップ                                             | kappu                                  | tazzina                                                                   | cup                                                              | 1            |
| カレー                                             | karee                                  | curry                                                                     | curry                                                            | 1            |
| カレンダー                                         | karendaa                               | calendario                                                                | calendar                                                         | 1            |
| ギター                                             | gitaa                                  | chitarra                                                                  | guitar                                                           | 1            |
| キロ(グラム)                                       | kiro(guramu)                           | chilogrammo                                                               | kilogram                                                         | 1            |
| キロ(メートル)                                     | kiro(meeturo)                          | chilometro                                                                | kilometer                                                        | 1            |
| クラス                                             | kurasu                                 | classe                                                                    | class                                                            | 1            |
| グラム                                             | guramu                                 | grammo                                                                    | gram                                                             | 1            |
| コート                                             | kooto                                  | cappotto                                                                  | coat                                                             | 1            |
| コーヒー                                           | koohii                                 | caffè                                                                     | coffee                                                           | 1            |
| コップ                                             | koppu                                  | bicchiere (di vetro)                                                      | glass                                                            | 1            |
| コピー(する)                                       | kopii(.suru)                           | copiare; copia                                                            | copy; to copy                                                    | 1            |
| シャツ                                             | shatsu                                 | maglietta                                                                 | shirt                                                            | 1            |
| シャワー                                           | shawaa                                 | doccia                                                                    | shower                                                           | 1            |
| スカート                                           | sukaato                                | gonna                                                                     | skirt                                                            | 1            |
| ストーブ                                           | sutoobu                                | riscaldatore, stufa elettrica                                             | stove [>heater]                                                  | 1            |
| スプーン                                           | supuun                                 | cucchiaio                                                                 | spoon                                                            | 1            |
| スポーツ                                           | supootsu                               | sport                                                                     | sport                                                            | 1            |
| ズボン                                             | zubon                                  | pantaloni                                                                 | jupon (francese; in più, la parola è onomatopeica in giapponese) | 1            |
| スリッパ                                           | surippa                                | pantofole                                                                 | slippers                                                         | 1            |
| セーター                                           | seetaa                                 | maglione                                                                  | sweater                                                          | 1            |
| ゼロ                                               | zero                                   | zero                                                                      | zero                                                             | 1            |
| テープ                                             | teepu                                  | tape/nastro                                                               | tape                                                             | 1            |
| テーブル                                           | teeburu                                | tavolo                                                                    | table                                                            | 1            |
| テープ レコーダー                                  | teepu rekoodaa                         | registratore a nastro                                                     | tape recorder                                                    | 1            |
| テスト                                             | tesuto                                 | test                                                                      | test                                                             | 1            |
| デパート                                           | depaato                                | grande magazzino                                                          | department (store)                                               | 1            |
| テレビ                                             | terebi                                 | tv, televisione                                                           | television                                                       | 1            |
| ドア                                               | doa                                    | porta [stile occidentale]                                                 | door                                                             | 1            |
| トイレ                                             | toire                                  | bagno, toilette                                                           | toilet                                                           | 1            |
| ナイフ                                             | naifu                                  | coltello                                                                  | knife                                                            | 1            |
| ニュース                                           | nyuusu                                 | notizia, news                                                             | news                                                             | 1            |
| ネクタイ                                           | nekutai                                | cravatta                                                                  | necktie                                                          | 1            |
| ノート                                             | nooto                                  | taccuino; notebook                                                        | note(book)                                                       | 1            |
| パーティー                                         | paatii                                 | festa, party                                                              | party                                                            | 1            |
| バス                                               | basu                                   | bus, autobus, pullman                                                     | bus                                                              | 1            |
| バター                                             | bataa                                  | burro                                                                     | butter                                                           | 1            |
| パン                                               | pan                                    | pane                                                                      | pan [=bread]                                                     | 1            |
| ハンカチ                                           | hankachi                               | fazzoletto                                                                | handkerchief                                                     | 1            |
| フィルム                                           | firumu                                 | film                                                                      | film                                                             | 1            |
| プール                                             | puuru                                  | piscina                                                                   | (swimming) pool                                                  | 1            |
| フォーク                                           | fooku                                  | forchetta; folk                                                           | fork; folk (music/song)                                          | 1            |
| ページ                                             | peeji                                  | pagina                                                                    | page                                                             | 1            |
| ベッド                                             | beddo                                  | letto                                                                     | bed                                                              | 1            |
| ペット                                             | pettoo                                 | animale da compagnia                                                      | pet                                                              | 1            |
| ボールペン                                         | boorupen                               | penna a sfera                                                             | ball(-point) pen                                                 | 1            |
| ポケット                                           | poketto                                | tasca                                                                     | pocket                                                           | 1            |
| ポスト                                             | posuto                                 | buca delle lettere; post                                                  | post                                                             | 1            |
| ボタン                                             | botan                                  | bottone                                                                   | button                                                           | 1            |
| ホテル                                             | hoteru                                 | hotel, albergo                                                            | hotel                                                            | 1            |
| マッチ                                             | macchi                                 | match, gara                                                               | match                                                            | 1            |
| メートル                                           | meetoru                                | metro                                                                     | metre                                                            | 1            |
| ラジオ                                             | rajio                                  | radio                                                                     | radio                                                            | 1            |
| ラジ(オ)カセ(ット)                                 | rajikase (rajiokasetto)                | lettore di cassette                                                       | radio cassette (player)                                          | 1            |
| レコード                                           | rekoodo                                | registrazione                                                             | record                                                           | 1            |
| レストラン                                         | resutoran                              | ristorante                                                                | restaurant                                                       | 1            |
| ワイシャツ                                         | waishatsu                              | camicia                                                                   | white shirt                                                      | 1            |
| アクセサリー                                       | akusesarii                             | accessorio                                                                | accessory                                                        | 2            |
| アジア                                             | Ajia                                   | Asia                                                                      | Asia                                                             | 2            |
| アナウンサー                                       | anaunsaa                               | annunciatore                                                              | announcer                                                        | 2            |
| アフリカ                                           | Afurika                                | Africa                                                                    | Africa                                                           | 2            |
| アメリカ                                           | Amerika                                | America                                                                   | America                                                          | 2            |
| アルコール                                         | arukooru                               | alcol                                                                     | alcohol                                                          | 2            |
| アルバイト                                         | arubaito                               | lavoro part-time                                                          | part-time job [Arbeit= lavoro]                                   | 2            |
| エスカレーター                                     | esukareetaa                            | scala mobile                                                              | escalator                                                        | 2            |
| オートバイ                                         | ootobai                                | motocicletta                                                              | motorbike                                                        | 2            |
| カーテン                                           | kaaten                                 | tenda                                                                     | curtain                                                          | 2            |
| ガス                                               | gasu                                   | gas                                                                       | gas                                                              | 2            |
| ガソリン                                           | gasorin                                | benzina                                                                   | petrol/gasoline                                                  | 2            |
| ガソリンスタンド                                   | gasorin sutando                        | stazione di benzina                                                       | petrol/gasoline station ["gasoline stand"]                       | 2            |
| ガラス                                             | garasu                                 | vetro                                                                     | glass (pane)                                                     | 2            |
| ケーキ                                             | keeki                                  | torta                                                                     | cake                                                             | 2            |
| コンサート                                         | konsaato                               | concerto                                                                  | concert                                                          | 2            |
| コンピュータ(ー)                                   | konpyuuta(a)                           | computer                                                                  | computer                                                         | 2            |
| サラダ                                             | sarada                                 | insalata                                                                  | salad                                                            | 2            |
| サンダル                                           | sandaru                                | sandalo                                                                   | sandal                                                           | 2            |
| サンドイッチ                                       | sandoicchi                             | panino, sandwich                                                          | sandwich                                                         | 2            |
| ジャム                                             | jamu                                   | marmellata                                                                | jam                                                              | 2            |
| スーツ                                             | suutsu                                 | suit, tuxedo, smoking                                                     | suit                                                             | 2            |
| スーツケース                                       | suutsukeesu                            | valigia                                                                   | suitcase                                                         | 2            |
| スクリーン                                         | sukuriin                               | schermo, screen                                                           | screen                                                           | 2            |
| ステーキ                                           | suteeki                                | bistecca                                                                  | steak                                                            | 2            |
| ステレオ                                           | sutereo                                | stereo                                                                    | stereo                                                           | 2            |
| ソフト                                             | sofuto                                 | morbido                                                                   | soft                                                             | 2            |
| タイプ                                             | taipu                                  | tipo                                                                      | type [=style]                                                    | 2            |
| チェックする                                       | chekku.suru                            | controllare                                                               | check                                                            | 2            |
| パート                                             | paato                                  | part-time                                                                 | part (time)                                                      | 2            |
| パソコン                                           | pasokon (abbrev.)                      | personal computer                                                         | personal computer                                                | 2            |
| ハンドバッグ                                       | handobaggu                             | valigetta                                                                 | handbag                                                          | 2            |
| ビル                                               | biru                                   | tassa, tariffa                                                            | bill                                                             | 2            |
| ファックス                                         | fakkusu                                | fax                                                                       | fax                                                              | 2            |
| プレゼント                                         | purezento                              | regalo                                                                    | present                                                          | 2            |
| ベル                                               | beru                                   | campana                                                                   | bell                                                             | 2            |
| レジ                                               | reji                                   | la cassa                                                                  | register                                                         | 2            |
| レポート / リポート                                | repooto; ripooto                       | rapporto, report                                                          | report                                                           | 2            |
| ワープロ                                           | waapuro                                | word processor, elaboratore di testi                                      | word pro(cessor)                                                 | 2            |
| アイスクリーム                                     | aisukuriimu                            | gelato                                                                    | ice-cream                                                        | 3            |
| アイロン                                           | airon                                  | filo elettrico                                                            | (electric) iron                                                  | 3            |
| アウト                                             | auto                                   | fuori, out                                                                | out                                                              | 3            |
| アルバム                                           | arubamu                                | album                                                                     | album                                                            | 3            |
| インク                                             | inku                                   | inchiostro                                                                | ink                                                              | 3            |
| ウイスキー                                         | uisukii                                | whisky; whiskey (se americano)                                            | whisky                                                           | 3            |
| エネルギー                                         | enerugii                               | energia                                                                   | Energie [>energy]                                                | 3            |
| エンジン                                           | enjin                                  | motore                                                                    | engine                                                           | 3            |
| オーバー                                           | oobaa                                  | cappotto, soprabito                                                       | over(coat)                                                       | 3            |
| オフィス                                           | ofisu                                  | ufficio                                                                   | office                                                           | 3            |
| カード                                             | kaado                                  | carta/card, tessera                                                       | card                                                             | 3            |
| キャプテン                                         | kyaputen                               | capitano                                                                  | captain                                                          | 3            |
| キャンプ                                           | kyanpu                                 | campo                                                                     | camp                                                             | 3            |
| クラシック                                         | kurasshiku                             | classico                                                                  | classic(s)                                                       | 3            |
| グラス                                             | gurasu                                 | bicchiere (di vetro)                                                      | glass                                                            | 3            |
| グランド                                           | gurando                                | ghiandola; terreno                                                        | gland; grand; ground                                             | 3            |
| クリーム                                           | kuriimu                                | crema                                                                     | cream                                                            | 3            |
| クリスマス                                         | Kurisumasu                             | Natale                                                                    | Christmas                                                        | 3            |
| グループ                                           | guruupu                                | gruppo                                                                    | group                                                            | 3            |
| ケース                                             | keesu                                  | caso                                                                      | case                                                             | 3            |
| ゲーム                                             | geemu                                  | gioco                                                                     | game                                                             | 3            |
| コーチ                                             | koochi                                 | allenatore, coach                                                         | coach                                                            | 3            |
| コード                                             | koodo                                  | codice; corda; accordo                                                    | code; cord; chord                                                | 3            |
| ゴール                                             | gooru                                  | goal/rigore                                                               | goal                                                             | 3            |
| コピー                                             | kopii                                  | fotocopia                                                                 | (photo)copy                                                      | 3            |
| サービス                                           | saabisu                                | servizio                                                                  | service/support                                                  | 3            |
| サイン                                             | sain                                   | firma; autografo                                                          | sign [firma o autografo]                                         | 3            |
| ジーンズ                                           | jiinzu                                 | jeans                                                                     | jeans                                                            | 3            |
| ジェット機                                         | jettoki                                | jet                                                                       | jet                                                              | 3            |
| ジュース                                           | juusu                                  | succo                                                                     | juice                                                            | 3            |
| スイッチ                                           | suicchi                                | interruttore                                                              | switch                                                           | 3            |
| スープ                                             | suupu                                  | zuppa                                                                     | soup                                                             | 3            |
| スキー                                             | sukii                                  | sciare                                                                    | skiing                                                           | 3            |
| スケート                                           | sukeeto                                | skateboard                                                                | skate(board)                                                     | 3            |
| スター                                             | sutaa                                  | star/stella, divo                                                         | star                                                             | 3            |
| スタイル                                           | sutairu                                | stile                                                                     | style                                                            | 3            |
| スタンド                                           | sutando                                | stand/palco                                                               | stand                                                            | 3            |
| スピーチ                                           | supiichi                               | discorso                                                                  | speech                                                           | 3            |
| セット                                             | setto                                  | set                                                                       | set                                                              | 3            |
| センター                                           | sentaa                                 | centro                                                                    | center                                                           | 3            |
| ソファー                                           | sofaa                                  | divano, poltrona                                                          | sofa                                                             | 3            |
| タイプライター                                     | taipuraitaa                            | macchina da scrivere                                                      | typewriter                                                       | 3            |
| ダイヤ                                             | daiya                                  | tintore                                                                   | dyer                                                             | 3            |
| タオル                                             | taoru                                  | tovaglia                                                                  | (hand) towel                                                     | 3            |
| ダンス                                             | dansu                                  | danza                                                                     | dance                                                            | 3            |
| チーズ                                             | chiizu                                 | formaggio                                                                 | cheese                                                           | 3            |
| チーム                                             | chiimu                                 | team, squadra                                                             | team                                                             | 3            |
| チャンス                                           | chansu                                 | possibilità/chance                                                        | chance                                                           | 3            |
| デート                                             | deeto                                  | appuntamento romantico                                                    | date                                                             | 3            |
| デモ                                               | demo                                   | dimostrazione, demo                                                       | demo(nstration)                                                  | 3            |
| テント                                             | tento                                  | tenda                                                                     | tent                                                             | 3            |
| トップ                                             | toppu                                  | cima, punta                                                               | top                                                              | 3            |
| ドライブ                                           | doraibu                                | guidare                                                                   | drive                                                            | 3            |
| トラック                                           | torakku                                | camion                                                                    | truck                                                            | 3            |
| ドラマ                                             | dorama                                 | drama                                                                     | drama                                                            | 3            |
| トランプ                                           | toranpu                                | giocare a carte                                                           | trump [=play cards]                                              | 3            |
| ドレス                                             | doresu                                 | vestito da donna                                                          | dress                                                            | 3            |
| トンネル                                           | tonneru                                | tunnel                                                                    | tunnel                                                           | 3            |
| ノック                                             | nokku                                  | knock                                                                     | knock [anche in baseball]                                        | 3            |
| パーセント                                         | paasento                               | percento                                                                  | percent                                                          | 3            |
| バイオリン                                         | baiorin                                | violino                                                                   | violin                                                           | 3            |
| ハイキング                                         | haikingu                               | escursione, hiking                                                        | hiking                                                           | 3            |
| パイプ                                             | paipu                                  | tubo                                                                      | pipe                                                             | 3            |
| パイロット                                         | pairotto                               | pilota                                                                    | pilot                                                            | 3            |
| パス                                               | pasu                                   | passare un livello; sentiero                                              | pass (livelli ecc.); path                                        | 3            |
| パスポート                                         | pasupooto                              | passaporto                                                                | passport                                                         | 3            |
| バッグ                                             | baggu                                  | borsa; bug                                                                | bag; bug                                                         | 3            |
| バン                                               | ban                                    | camper, van, caravan; Value Added Network (VAN)                           | van, caravan; VAN                                                | 3            |
| ハンサム                                           | hansamu                                | affascinante (per persone)                                                | handsome                                                         | 3            |
| ビール                                             | biiru                                  | birra                                                                     | beer                                                             | 3            |
| ピクニック                                         | pikunikku                              | picnic                                                                    | picnic                                                           | 3            |
| ビデオ                                             | bideo                                  | video                                                                     | video                                                            | 3            |
| ピン                                               | pin                                    | spillo                                                                    | pin                                                              | 3            |
| プラス                                             | purasu                                 | plus                                                                      | plus                                                             | 3            |
| プラン                                             | puran                                  | piano                                                                     | plan                                                             | 3            |
| ブレーキ                                           | bureeki                                | freno                                                                     | brake                                                            | 3            |
| プロ                                               | puro                                   | professionale, "pro"                                                      | pro(fessional)                                                   | 3            |
| ベルト                                             | beruto                                 | cintura                                                                   | belt                                                             | 3            |
| ペンキ                                             | penki                                  | dipinto                                                                   | Pek [>paint] (non è inglese)                                     | 3            |
| ベンチ                                             | benchi                                 | panchina                                                                  | bench                                                            | 3            |
| ボーイ                                             | booi                                   | ragazzo                                                                   | boy                                                              | 3            |
| ボート                                             | booto                                  | barca (di solito a motore)                                                | boat                                                             | 3            |
| ホーム                                             | hoomu                                  | casa                                                                      | home                                                             | 3            |
| ボール                                             | booru                                  | palla; boccia                                                             | ball; bowl                                                       | 3            |
| マーケット                                         | maaketto                               | mercato                                                                   | market                                                           | 3            |
| マイク                                             | Maiku; maiku                           | Mike; microfono                                                           | Mike; mike/mic(rophone)                                          | 3            |
| マスター                                           | masutaa                                | proprietario; il master                                                   | master [proprietario o titolo]                                   | 3            |
| ママ                                               | mama                                   | mamma                                                                     | mama                                                             | 3            |
| ミス                                               | Misu                                   | Miss..., Signora...                                                       | Miss                                                             | 3            |
| ミルク                                             | miruku                                 | latte                                                                     | milk                                                             | 3            |
| メモ                                               | memo                                   | memorandum                                                                | memo(randum)                                                     | 3            |
| メンバー                                           | menbaa                                 | membro                                                                    | member                                                           | 3            |
| ユーモア                                           | yumoa                                  | humor                                                                     | humor                                                            | 3            |
| ヨーロッパ                                         | Yooroppa                               | Europa                                                                    | Europe                                                           | 3            |
| ヨット                                             | yotto                                  | yacht                                                                     | yacht                                                            | 3            |
| ライター                                           | raitaa                                 | accendino; scrittore; rider, fattorino                                    | lighter; writer; rider                                           | 3            |
| ラケット                                           | raketto                                | racchetta                                                                 | racket                                                           | 3            |
| レポート                                           | repooto                                | rapporto, report                                                          | report                                                           | 3            |
| ロケット                                           | roketto                                | lucchetto; razzo                                                          | locket; rocket                                                   | 3            |
| ワイン                                             | wain                                   | vino                                                                      | wine                                                             | 3            |
| アイデア / アイディア                              | aidea; aidia                           | idea                                                                      | idea                                                             | 4            |
| アクセント                                         | akusento                               | accento [accentazione]                                                    | accent                                                           | 4            |
| イコール                                           | ikooru                                 | uguale                                                                    | equal                                                            | 4            |
| インタビュー                                       | intabyuu                               | intervista                                                                | interview                                                        | 4            |
| ウーマン                                           | uuman                                  | donna                                                                     | woman                                                            | 4            |
| ウール                                             | uuru                                   | lana                                                                      | wool                                                             | 4            |
| ウェイトレス                                       | weitoresu                              | cameriera                                                                 | waitress                                                         | 4            |
| エチケット                                         | echiketto                              | etichetta                                                                 | etiquette (francese)                                             | 4            |
| エプロン                                           | epuron                                 | grembiule                                                                 | apron                                                            | 4            |
| オイル +エンジン オイル                            | oiru +enjin oiru                       | olio; lozione +olio del motore                                            | oil; engine oil                                                  | 4            |
| オーケストラ                                       | ookesutora                             | orchestra                                                                 | orchestra                                                        | 4            |
| オートメーション                                   | ootomeeshon                            | automazione                                                               | automation                                                       | 4            |
| オーバーコート                                     | oobaakooto                             | soprabito                                                                 | overcoat                                                         | 4            |
| オルガン                                           | orugan                                 | organo (strumento)                                                        | organ                                                            | 4            |
| カーブ                                             | kaabu                                  | curva (anche in baseball)                                                 | curve (ball)                                                     | 4            |
| カセット                                           | kasetto                                | musicassetta                                                              | cassette (tape)                                                  | 4            |
| カバー                                             | kabaa                                  | cover (musica); copertina, cover                                          | cover                                                            | 4            |
| ガム                                               | gamu                                   | gomma da masticare, chewing gum                                           | (chewing) gum                                                    | 4            |
| カラー                                             | karaa                                  | collare; colore                                                           | collar; colour                                                   | 4            |
| カロリー                                           | karorii                                | caloria                                                                   | calorie                                                          | 4            |
| ギャング                                           | gyangu                                 | gang                                                                      | gang                                                             | 4            |
| キャンパス                                         | kyanpasu                               | campus, città studi                                                       | campus                                                           | 4            |
| クーラー                                           | kuuraa                                 | condizionatore; frigo portatile                                           | cooler                                                           | 4            |
| クリーニング                                       | kuriiningu                             | servizio pulizie                                                          | cleaning (service)                                               | 4            |
| コース                                             | koosu                                  | corso                                                                     | course                                                           | 4            |
| コーラス                                           | koorasu                                | coro                                                                      | chorus                                                           | 4            |
| コック                                             | kokku                                  | cucinare; rubinetto                                                       | cook; cock/faucet/spigot                                         | 4            |
| ゴム                                               | gomu                                   | gomma per cancellare                                                      | gum/eraser/rubber                                                | 4            |
| コンクール                                         | konkuuru                               | contest, sfida                                                            | concours (francese)                                              | 4            |
| コンクリート                                       | konkuriito                             | cemento                                                                   | concrete                                                         | 4            |
| コンセント                                         | konsento                               | consenso; concentrico                                                     | consent; concentric                                              | 4            |
| サークル                                           | saakuru                                | circolo sportivo                                                          | circle [sport club]                                              | 4            |
| サイレン                                           | sairen                                 | sirena [allarme]                                                          | siren                                                            | 4            |
| サラリーマン                                       | sarariiman                             | impiegato                                                                 | salary man                                                       | 4            |
| サンプル                                           | sanpuru                                | campione                                                                  | sample                                                           | 4            |
| シーズン                                           | shiizun                                | stagione sportiva/televisiva                                              | season                                                           | 4            |
| シーツ                                             | shiitsu                                | lenzuolo                                                                  | sheet                                                            | 4            |
| ジャーナリスト                                     | jaanarisuto                            | giornalista                                                               | journalist                                                       | 4            |
| シャッター                                         | shattaa                                | imposta/serranda                                                          | shutter                                                          | 4            |
| カーペット                                         | kaapetto                               | tappeto                                                                   | carpet                                                           | 4            |
| ショップ                                           | shoppu                                 | negozio, shop                                                             | shop                                                             | 4            |
| シリーズ                                           | shiriizu                               | serie                                                                     | series                                                           | 4            |
| スカーフ (a volte フーラード)                      | sukaafu (fuuraado)                     | foulard (non è la sciarpa)                                                | scarf (foulard)                                                  | 4            |
| スケジュール                                       | sukejuuru                              | programma/tabella di marcia                                               | schedule                                                         | 4            |
| スタート                                           | sutaato                                | inizio, start                                                             | start                                                            | 4            |
| スチュワーデス                                     | suchuwaadesu                           | hostess                                                                   | stewardess                                                       | 4            |
| ステージ                                           | suteeji                                | stage/palcoscenico                                                        | stage                                                            | 4            |
| ストッキング                                       | sutokkingu                             | calze autoreggenti                                                        | stockings                                                        | 4            |
| ストップ                                           | sutoppu                                | stop                                                                      | stop                                                             | 4            |
| スピーカー                                         | supiikaa                               | speaker/altoparlante, cassa stereo                                        | speaker                                                          | 4            |
| スマート                                           | sumaato                                | smart                                                                     | smart (+stylish)                                                 | 4            |
| スライド                                           | suraido                                | slide, diapositiva                                                        | slide                                                            | 4            |
| ゼミ                                               | zemi                                   | seminario                                                                 | seminar                                                          | 4            |
| セメント                                           | semento                                | cemento                                                                   | cement                                                           | 4            |
| センチ                                             | senchi                                 | centimetro                                                                | centi(meter)                                                     | 4            |
| タイア                                             | taia                                   | gomma/pneumatico                                                          | tyre                                                             | 4            |
| ダイヤグラム                                       | daiyaguramu                            | diagramma                                                                 | diagram                                                          | 4            |
| ダイヤモンド                                       | daiyamondo                             | diamante                                                                  | diamond                                                          | 4            |
| ダイヤル                                           | daiyaru                                | quadrante (di telefono che si gira col dito o di lucchetto o di orologio) | dial                                                             | 4            |
| ダブル (e.g. ダブルチェック) (e.g. ダブルデッカー) | daburu (daburu chekku) (daburu dekkaa) | doppio, double (doppio controllo) (bus londinese a due piani)             | double (double check) (double decker)                            | 4            |
| ダム                                               | damu                                   | diga                                                                      | dam                                                              | 4            |
| チップ                                             | chippu                                 | mancia; chip                                                              | tip; chip                                                        | 4            |
| チョーク                                           | chooku                                 | gessetto                                                                  | chalk                                                            | 4            |
| テーマ                                             | teema                                  | tema/topic                                                                | Thema (tedesco)                                                  | 4            |
| テニス コート                                      | tenisu kooto                           | campo da tennis                                                           | tennis court                                                     | 4            |
| テンポ                                             | tenpo                                  | tempo (di brano musicale)                                                 | tempo                                                            | 4            |
| トレーニング                                       | toreeningu                             | allenamento, training                                                     | training                                                         | 4            |
| ナイロン                                           | nairon                                 | nylon                                                                     | nylon                                                            | 4            |
| ナンバー                                           | nanbaa                                 | numero                                                                    | number                                                           | 4            |
| ネックレス                                         | nekkuresu                              | collana                                                                   | necklace                                                         | 4            |
| バイバイ                                           | baibai                                 | ciao ciao, bye bye                                                        | bye bye                                                          | 4            |
| バケツ                                             | baketsu                                | secchio                                                                   | bucket                                                           | 4            |
| バック                                             | bakku                                  | schiena                                                                   | back                                                             | 4            |
| バランス                                           | baransu                                | bilancia                                                                  | balance                                                          | 4            |
| パンツ                                             | pantsu                                 | mutande                                                                   | (under)pants                                                     | 4            |
| バンド                                             | bando                                  | complesso (e.g. rock), band                                               | band                                                             | 4            |
| ハンドル                                           | handoru                                | manopola                                                                  | handle                                                           | 4            |
| ピストル                                           | pisutoru                               | pistola, rivoltella                                                       | pistol                                                           | 4            |
| ビニール                                           | biniiru                                | (disco in) vinile                                                         | vinyl                                                            | 4            |
| ビルディング                                       | birudingu                              | edificio                                                                  | building                                                         | 4            |
| ピンク                                             | pinku                                  | rosa                                                                      | pink                                                             | 4            |
| ファスナー                                         | fasunaa                                | cerniera                                                                  | fastener                                                         | 4            |
| フライパン                                         | furaipan                               | padella per friggere                                                      | fry pan                                                          | 4            |
| ブラウス                                           | burausu                                | blusa                                                                     | blouse                                                           | 4            |
| ブラシ                                             | burashi                                | spazzola                                                                  | brush                                                            | 4            |
| プラスチック                                       | purasuchikku                           | plastica                                                                  | plastic                                                          | 4            |
| プラットホーム                                     | purattohoomu                           | piattaforma                                                               | platform                                                         | 4            |
| フリー                                             | furii                                  | libero                                                                    | free                                                             | 4            |
| プリント                                           | purinto                                | stampare                                                                  | print                                                            | 4            |
| ブローチ                                           | buroochi                               | spilla                                                                    | brooch                                                           | 4            |
| プログラム                                         | puroguramu                             | programma (anche software)                                                | program                                                          | 4            |
| ベテラン                                           | beteran                                | veterano                                                                  | veteran                                                          | 4            |
| ヘリコプター                                       | herikoputaa                            | elicottero                                                                | helicopter                                                       | 4            |
| ペン                                               | pen                                    | penna                                                                     | pen                                                              | 4            |
| ペンチ                                             | penchi                                 | pinze                                                                     | pinchers [=pliers]                                               | 4            |
| ボーナス                                           | boonasu                                | bonus                                                                     | bonus                                                            | 4            |
| ポスター                                           | posutaa                                | poster, cartellone                                                        | poster                                                           | 4            |
| マイナス                                           | mainasu                                | meno                                                                      | minus                                                            | 4            |
| マスク                                             | masuku                                 | mascherina (sanitaria)                                                    | mask                                                             | 4            |
| マフラー                                           | mafuraa                                | sciarpa                                                                   | muffler                                                          | 4            |
| マラソン                                           | marason [/θ/>/s/]                      | maratona                                                                  | marathon                                                         | 4            |
| マンション                                         | manshon                                | palazzo                                                                   | mansion                                                          | 4            |
| ミシン                                             | mishin                                 | macchina da cucire                                                        | (sewing) machine                                                 | 4            |
| ミリ(メートル)                                     | miri(meetoru)                          | millimetro                                                                | milli(metre)                                                     | 4            |
| メーター                                           | meetaa                                 | contachilometri                                                           | meter (clock)                                                    | 4            |
| メニュー                                           | menyuu                                 | menù                                                                      | menu                                                             | 4            |
| モーター                                           | mootaa                                 | motore                                                                    | motor                                                            | 4            |
| モダン                                             | modan                                  | moderno                                                                   | modern                                                           | 4            |
| モデル                                             | moderu                                 | modello/a                                                                 | model                                                            | 4            |
| モノレール                                         | monoreeru                              | la monorotaia                                                             | monorail                                                         | 4            |
| ラッシュ アワー                                    | rasshu awaa                            | ora di punta                                                              | rush hour                                                        | 4            |
| ランチ                                             | ranchi                                 | cena; lancio                                                              | launch; lunch                                                    | 4            |
| ランニング                                         | ranningu                               | corsa/jogging                                                             | running                                                          | 4            |
| リズム                                             | rizumu                                 | ritmo                                                                     | rhythm                                                           | 4            |
| リットル                                           | rittoru                                | litro                                                                     | litre                                                            | 4            |
| リボン                                             | ribon                                  | nastro; fiocchetto                                                        | ribbon                                                           | 4            |
| レインコート                                       | reinkooto                              | impermeabile                                                              | raincoat                                                         | 4            |
| レクリェーション                                   | rekuryeeshon                           | intervallo, ricreazione                                                   | recreation                                                       | 4            |
| レジャー                                           | rejaa                                  | tempo libero                                                              | leisure                                                          | 4            |
| レベル                                             | reberu                                 | livello                                                                   | level                                                            | 4            |
| リポート                                           | ripooto                                | rapporto, report                                                          | rapporto, report                                                 | 4            |
| レンズ                                             | renzu                                  | lenti (a contatto, di fotocamera e di occhiali)                           | lens                                                             | 4            |
| ローマじ                                           | rōmaji                                 | romanizzazione; lettere romane                                            | roma(nization)                                                   | 4            |
| ロッカー                                           | rokkaa                                 | armadietto                                                                | locker                                                           | 4            |
| ロビー                                             | robii                                  | lobby; loggia/lounge                                                      | lobby                                                            | 4            |
| ワンピース                                         | wanpiisu                               | vestito da donna; One-Piece                                               | one-piece (dress)                                                | 4            |
| ピアノ                                             | piano                                  | piano                                                                     | piano                                                            | +            |
| シネマ                                             | shinema                                | cinema                                                                    | cinema                                                           | +            |
| 物のインターネット                                 | mono no intaanetto                     | Internet delle Cose, Internet of Things                                   | Internet of Things, IoT                                          | +            |
| ウェブサイト                                       | webusaito                              | sito web                                                                  | website                                                          | +            |
| スマートフォン                                     | sumaatofon                             | smartphone                                                                | smartphone                                                       | +            |
| プロセッサー                                       | purosessaa                             | processore                                                                | processor                                                        | +            |
| サーバ                                             | saaba                                  | server                                                                    | server                                                           | +            |
| ブロックチェーン                                   | burokkucheen                           | blockchain                                                                | blockchain                                                       | +            |
| ビットコイン                                       | bittokoin                              | bitcoin                                                                   | bitcoin                                                          | +            |
| レーザ                                             | reeza                                  | laser                                                                     | laser                                                            | +            |
| 携帯型コンピューター                               | keitaigata conpyuutaa                  | (computer) portatile                                                      | portable computer                                                | +            |
| デスクトップ                                       | desukutoppu                            | desktop                                                                   | desktop                                                          | +            |
| モニター                                           | monitaa                                | monitor                                                                   | monitor                                                          | +            |
| プリンター                                         | purintaa                               | stampante                                                                 | printer                                                          | +            |
| キーボード                                         | kiiboodo                               | tastiera                                                                  | keyboard                                                         | +            |
| イヤホン                                           | iyahon                                 | cuffie                                                                    | earphones                                                        | +            |
| ブルートゥース                                     | buruutuusu                             | bluetooth                                                                 | bluetooth                                                        | +            |
| パスワード                                         | pasuwaado                              | password                                                                  | password                                                         | +            |
| ホットスポット                                     | hottosupotto                           | hot-spot                                                                  | hot-spot                                                         | +            |
| マイクロチップ                                     | maikurochippu                          | microchip                                                                 | microchip                                                        | +            |
| トランジスター                                     | toranjisutaa                           | transistor                                                                | transistor                                                       | +            |
| ファイアウォール                                   | faiaworu                               | firewall                                                                  | firewall                                                         | +            |
| アンチウイルス                                     | anchiuirusu                            | antivirus                                                                 | antivirus                                                        | +            |
| バイザー                                           | baizaa                                 | visore                                                                    | visor                                                            | +            |
| ソーシャル ネットワーク                            | soosharu nettowaaku                    | social network                                                            | social network                                                   | +            |
| ユーザー名                                         | uusaamei                               | username, nome utente                                                     | username                                                         | +            |
| ログイン                                           | roguin                                 | login                                                                     | login                                                            | +            |
| ログアウト                                         | roguauto                               | logout                                                                    | logout                                                           | +            |
| ホーム バンキング                                  | hoomu bankingu                         | home banking                                                              | home banking                                                     | +            |
| ストリーミング                                     | sutoriimingu                           | streaming                                                                 | streaming                                                        | +            |
| ゲームプレイ                                       | geemupurei                             | gameplay                                                                  | gameplay                                                         | +            |
| ゲーム                                             | geemu                                  | gaming                                                                    | gaming                                                           | +            |
| ダウンロード                                       | daunroodo                              | download                                                                  | download                                                         | +            |
| アップロード                                       | appuroodo                              | upload                                                                    | upload                                                           | +            |
| クラウド プラットフォーム                          | kuraudo purattofoomu                   | piattaforma cloud                                                         | cloud platform                                                   | +            |
| ブログ                                             | burogu                                 | blog                                                                      | blog                                                             | +            |
| サービス                                           | saabisu                                | servizio                                                                  | service                                                          | +            |
| ホスト                                             | hosuto                                 | host                                                                      | host                                                             | +            |
| チャネル                                           | chaneru                                | canale                                                                    | channel                                                          | +            |
| ロボット                                           | robotto                                | robot                                                                     | robot                                                            | +            |
| マスメディア                                       | masumedia                              | mass media                                                                | mass media                                                       | +            |
| ウィンドウズ10                                     | Windouzu 10                            | Windows 10                                                                | Windows 10                                                       | +            |
| アンドロイド                                       | Andoroido                              | Android                                                                   | Android                                                          | +            |
| アップル iPad                                      | Appuru iPad(do)                        | Apple iPad                                                                | Apple iPad                                                       | +            |
| アマゾン プライム                                  | Amazon Puraimu                         | Amazon Prime                                                              | Amazon Prime                                                     | +            |
| グーグル クローム; ググる                          | Guuguru Kuroomu; Gugu.ru               | Google Chrome; googlare                                                   | Google Chrome; to Google                                         | +            |
| ウィキペディア                                     | Wikipedia                              | Wikipedia                                                                 | Wikipeda                                                         | +            |
| マクドナルド                                       | Makudonarudo                           | McDonald                                                                  | McDonald                                                         | +            |
| フェイスブック                                     | Feisubukku                             | Facebook                                                                  | Facebook                                                         | +            |
| ツイッター                                         | Tsuittaa                               | Twitter                                                                   | Twitter                                                          | +            |
| フィアット                                         | Fiatto                                 | Fiat                                                                      | Fiat                                                             | +            |
| ディズニーランド                                   | Dizuniirando                           | Disneyland                                                                | Disneyland                                                       | +            |
| スターバックス                                     | Sutaabakkusu                           | Starbucks                                                                 | Starbucks                                                        | +            |
| ティックトック                                     | TikkuTokku                             | TikTok                                                                    | TikTok                                                           | +            |
| ズーム                                             | Zuumu                                  | Zoom                                                                      | Zoom                                                             | +            |
| コカコーラ ライト                                  | Kokakoora Raito                        | Coca-Cola Light                                                           | Coca-Cola Light                                                  | +            |
| マイクロソフト チーム                              | Maikurosofuto Chiimu                   | Microsoft Teams                                                           | Microsoft Teams                                                  | +            |
| ソニー                                             | Sonii                                  | Sony                                                                      | Sony                                                             | +            |
| アリババ                                           | Aribaba                                | Alibaba                                                                   | Alibaba                                                          | +            |
| イーベイ                                           | iiBei                                  | eBay                                                                      | eBay                                                             | +            |
| プレイステーション5                                | Pureisuteeshon 5                       | Playstation 5                                                             | Playstation 5                                                    | +            |
| ゲームパッド; ジョイパッド; ジョイスティック       | geemupaddo; joipaddo; joisutikku       | gamepad; joypad; joystick                                                 | gamepad; joypad; joystick                                        | +            |
| ドローン                                           | doroon                                 | drone                                                                     | drone                                                            | +            |
| スキャナー                                         | sukyanaa                               | scanner                                                                   | scanner                                                          | +            |
| メトロノーム                                       | metoronoomu                            | metronome                                                                 | metronomo                                                        | +            |
| スクーター                                         | sukuutaa                               | scooter, motorino                                                         | scooter                                                          | +            |
| クワッドバイク                                     | kuwaddobaiku                           | quad, moto a 4 ruote                                                      | quad bike                                                        | +            |
| タクシー                                           | takushii                               | taxi, tassì                                                               | taxi                                                             | +            |
| 充電スタンド                                       | shuuden sutando                        | stazione di ricarica (per veicoli elettrici) [charging point]             | charging stand                                                   | +            |
| Eメール                                            | Emeeru                                 | email                                                                     | email                                                            | +            |
| メールボックス                                     | meerubokkusu                           | casella di posta, mailbox                                                 | mailbox                                                          | +            |
| メール アドレス                                    | meeru adoresu                          | indirizzo email                                                           | mail address                                                     | +            |
| メガバイト                                         | megabaito                              | megabyte                                                                  | megabyte                                                         | +            |
| ギガバイト                                         | gigabaito                              | gigabyte                                                                  | gigabyte                                                         | +            |
| テラバイト                                         | terabaito                              | terabyte                                                                  | terabyte                                                         | +            |
| メガピクセル                                       | megapikuseru                           | megapixel                                                                 | megapixel                                                        | +            |
| スマート シティ                                    | sumaato shiti                          | smart city                                                                | smart city                                                       | +            |
| サミット                                           | samitto                                | summit                                                                    | summit                                                           | +            |
| シンク タンク                                      | shinku tanku                           | think-tank                                                                | think-tank                                                       | +            |
| ストリート                                         | sutoriito                              | strada, Street                                                            | street                                                           | +            |
| プロテイン                                         | purotein                               | proteina                                                                  | protein                                                          | +            |
| パンケーキ                                         | pankeeki                               | pancake                                                                   | pancake                                                          | +            |
| ソフトウェア                                       | sofutowea                              | software                                                                  | software                                                         | +            |
| ハードウェア                                       | haadowea                               | hardware                                                                  | hardware                                                         | +            |
| サッカー                                           | sakkaa                                 | calcio                                                                    | soccer                                                           | +            |
| テニス                                             | tenisu                                 | tennis                                                                    | tennis                                                           | +            |
| バレーボール                                       | bareebooru                             | pallavolo, volleyball                                                     | volleyball                                                       | +            |
| ビーチバレー                                       | biichibaree                            | beach volley, pallavolo in spiaggia                                       | beach volley                                                     | +            |
| バスケットボール                                   | basukettobooru                         | basket                                                                    | basketball                                                       | +            |
| ゴルフ                                             | gorufu                                 | golf                                                                      | golf                                                             | +            |
| ホッケー                                           | hokkee                                 | hockey                                                                    | hockey                                                           | +            |
| ラグビー                                           | ragubii                                | rugby                                                                     | rugby                                                            | +            |
| バドミントン                                       | badominton                             | badminton                                                                 | badminton                                                        | +            |
| ボクセ                                             | bokuse                                 | boxe, pugilato                                                            | boxe                                                             | +            |
| ランナー                                           | rannaa                                 | runner, corridore                                                         | runner                                                           | +            |
| ボクサー                                           | bokusaa                                | boxer                                                                     | boxers                                                           | +            |
| ビキニ                                             | bikini                                 | bikini                                                                    | bikini                                                           | +            |
| スパッツ                                           | supattsu                               | leggings                                                                  | spats [>leggings]                                                | +            |
| ブルセラ ショップ                                  | burusera shoppu                        | negozio di uniformi scolastiche                                           | "Bloomer Sailor Shop" [*]                                        | +            |
| キルト                                             | kiruto                                 | piumino, trapunta                                                         | quilt                                                            | +            |
| サウナ                                             | sauna                                  | sauna                                                                     | sauna                                                            | +            |
| ヨガ                                               | yoga                                   | yoga                                                                      | yoga                                                             | +            |
| カクテル                                           | kakuteru                               | cocktail                                                                  | cocktail                                                         | +            |
| スプリッツ                                         | supurittsu                             | spritz                                                                    | spritz                                                           | +            |
| チーズケーキ                                       | chiizukeeki                            | cheesecake, torta al fomaggio, dolce al formaggio                         | cheesecake                                                       | +            |
| プラムケーキ                                       | puramukeeki                            | plumcake                                                                  | plumcake                                                         | +            |
| ヨーグルト                                         | yooguruto                              | yogurt                                                                    | yogurt                                                           | +            |
| ピザ                                               | piza                                   | pizza                                                                     | pizza                                                            | +            |
| スパゲッティ                                       | supagetti                              | spaghetti                                                                 | spaghetti                                                        | +            |
| マフィア                                           | Mafia                                  | Mafia                                                                     | Mafia                                                            | +            |
| パンドロ                                           | pandoro                                | pandoro                                                                   | pandoro                                                          | +            |
| マンドリーノ                                       | mandoriino                             | mandolino                                                                 | mandolino                                                        | +            |
| ポレンタ                                           | porenta                                | polenta                                                                   | polenta                                                          | +            |
| カンノーロ                                         | kannooro                               | cannolo                                                                   | cannolo                                                          | +            |
| アランチーニ                                       | aranchiini                             | arancini                                                                  | arancini                                                         | +            |
| リゾット                                           | rizotto                                | risotto                                                                   | risotto                                                          | +            |
| ペストソース添え                                   | pesuto soosu soe                       | salsa al pesto                                                            | pesto sauce                                                      | +            |
| ラザニア                                           | razania                                | lasagna                                                                   | lasagna                                                          | +            |
| ブルスケッタ                                       | burusuketta                            | bruschetta                                                                | bruschetta                                                       | +            |
| ティラミス                                         | tiramisu                               | tiramisù                                                                  | tiramisu                                                         | +            |
| カプチーノ                                         | kapuchiino                             | cappuccino                                                                | cappuccino                                                       | +            |
| エスプレッソ マキアート                            | esupuresso makiaato                    | espresso macchiato                                                        | espresso macchiato                                               | +            |
| フライド ポテト                                    | furaido poteto                         | papate fritte                                                             | fried potato(es)                                                 | +            |
| フィッシュ アンド チップス                         | fisshu ando chippusu                   | fish&chips                                                                | fish&chips                                                       | +            |
| サンドイッチ                                       | sandoicchi                             | sandwich, panino                                                          | sandwich                                                         | +            |
| カナッペ                                           | kanappe                                | canapé, tartine                                                           | canapé                                                           | +            |
| ホットドッグ                                       | hotto doggu                            | hot dog                                                                   | hot dog                                                          | +            |
| ハンバーガー                                       | hanbaagaa                              | hamburger                                                                 | hamburger                                                        | +            |
| トマト                                             | tomato                                 | pomodoro                                                                  | tomato                                                           | +            |
| マスタード                                         | masutaado                              | senape, mostarda                                                          | mustard                                                          | +            |
| マヨネーズ                                         | mayoneezu                              | maionese                                                                  | mayonnaise (francese)                                            | +            |
| ガーリック                                         | gaarikku                               | aglio                                                                     | garlic                                                           | +            |
| オニオン                                           | onion                                  | cipolla                                                                   | onion                                                            | +            |
| ジンジャー                                         | jinjaa                                 | zenzero, ginger                                                           | ginger                                                           | +            |
| パパイヤ                                           | papaiya                                | papaya                                                                    | papaya                                                           | +            |
| アナナス                                           | ananasu                                | ananas                                                                    | ananas                                                           | +            |
| バナナ                                             | banana                                 | banana                                                                    | banana                                                           | +            |
| アボカド                                           | abokado                                | avocado                                                                   | avocado                                                          | +            |
| キャンディー                                       | kyandii                                | caramella                                                                 | candy (U.S.)                                                     | +            |
| クッキー                                           | kukkii                                 | biscotto                                                                  | cookie (U.S.)                                                    | +            |
| チョコレート                                       | chokoreeto                             | cioccolato                                                                | chocolate                                                        | +            |
| チョコケーキ                                       | choko keeki                            | torta al cioccolato                                                       | choco(late) cake                                                 | +            |
| コーンフレーク                                     | koon fureeku                           | corn flakes, fiocchi di mais                                              | corn flakes                                                      | +            |
| ソーセージ                                         | sooseeji                               | salsiccia                                                                 | sausage                                                          | +            |
| マガジン                                           | magajin                                | magazine, rivista                                                         | magazine                                                         | +            |
| ラテン アメリカ                                    | Raten Amerika                          | America Latina                                                            | Latin America                                                    | +            |
| オセアニア                                         | Oseania                                | Oceania                                                                   | Oceania                                                          | +            |
| フランス                                           | Furansu                                | Francia                                                                   | France                                                           | +            |
| スペイン                                           | Supein                                 | Spagna                                                                    | Spain                                                            | +            |
| ポルトガル                                         | Porutogaru                             | Portogallo                                                                | Portugal                                                         | +            |
| イングランド                                       | Ingurando                              | Inghilterra                                                               | England                                                          | +            |
| ノルウェー                                         | Noruwee                                | Norvegia                                                                  | Norway                                                           | +            |
| ドイツ                                             | Doitsu                                 | Germania                                                                  | Deutsch(land) (tedesco)                                          | +            |
| オーストリア                                       | Oosutoria                              | Austria                                                                   | Austria                                                          | +            |
| ポーランド                                         | Poorando                               | Polonia                                                                   | Poland                                                           | +            |
| ブラジル                                           | Burajiru                               | Brasile                                                                   | Brazil                                                           | +            |
| メキシコ                                           | Mekishiko                              | Messico                                                                   | Mexico                                                           | +            |
| アルゼンチン                                       | Aruzenchin                             | Argentina                                                                 | Argentina                                                        | +            |
| カナダ                                             | Kanada                                 | Canada                                                                    | Canada                                                           | +            |
| ロシア                                             | Roshia                                 | Russia                                                                    | Russia                                                           | +            |
| ウクライナ                                         | Ukuraina                               | Ucraina                                                                   | Ukraine                                                          | +            |
| インド                                             | Indo                                   | India                                                                     | India                                                            | +            |
| パキスタン                                         | Pakisutan                              | Pakistan                                                                  | Pakistan                                                         | +            |
| インドネシア                                       | Indoneshia                             | Indonesia                                                                 | Indonesia                                                        | +            |
| 南アフリカ                                         | Minami Afurika                         | Sudafrica                                                                 | South Africa                                                     | +            |
| サウジ アラビア                                    | Sauji Arabia                           | Arabia Saudita                                                            | Saudi Arabia                                                     | +            |
| イラン                                             | Iran                                   | Iran                                                                      | Iran                                                             | +            |
| イスラエル                                         | Isuraeru                               | Israele                                                                   | Israel                                                           | +            |
| オーストラリア                                     | Oosutoraria                            | Australia                                                                 | Australia                                                        | +            |
| ニュージーランド                                   | Nyuu Jiirando                          | Nuova Zelanda                                                             | New Zealand                                                      | +            |
| ニューヨーク                                       | Nyuu Yooku                             | New York, Nuova York                                                      | New York                                                         | +            |
| ユーロ                                             | yuuro                                  | euro                                                                      | euro                                                             | +            |
| ドル                                               | doru                                   | dollaro                                                                   | dollar                                                           | +            |
| イタリア                                           | Itaria                                 | Italia                                                                    | Italia                                                           | +            |
| ローマ                                             | Rooma                                  | Roma                                                                      | Roma                                                             | +            |
| ヴェネツィア                                       | Venetsia                               | Venezia                                                                   | Venezia                                                          | +            |
| フローレンス                                       | Furoorensu                             | Firenze (ant. Fiorenza)                                                   | Florence [<Firenze]                                              | +            |
| ミラノ                                             | Mirano                                 | Milano                                                                    | Milano                                                           | +            |
| コーディング                                       | koodingu                               | coding                                                                    | coding                                                           | +            |
| アニメ                                             | anime                                  | anime giapponese                                                          | anim(ation)                                                      | +            |
| キャビン アテンダント                              | kyabin atendanto                       | host, hostess                                                             | flight [cabin] attendant                                         | +            |
| チケット                                           | chiketto                               | biglietto, ticket                                                         | ticket                                                           | +            |
| フリーザー                                         | furiizaa                               | freezer, congelatore                                                      | freezer                                                          | +            |
| スーパーマーケット                                 | suupaamaaketto                         | supermercato, supermarket                                                 | supermarket                                                      | +            |
| メトロ                                             | metoro                                 | metro                                                                     | metro(politana)                                                  | +            |
| スイート                                           | suiito                                 | suite                                                                     | suite [appartamento]                                             | +            |
| クリスチャン                                       | kurisuchan                             | christian                                                                 | cristiano                                                        | +            |
| フランチャイズ                                     | furanchaizu                            | franchise, franchising                                                    | franchise, franchising                                           | +            |
| リース                                             | riisu                                  | lease, leasing                                                            | lease, leasing                                                   | +            |
| マーケティング                                     | maaketingu                             | marketing                                                                 | marketing                                                        | +            |
| コーポレート ファイナンス                          | kooporeeto fainansu                    | finanza aziendale, corporate finance                                      | corporate finance                                                | +            |
| グリーン経済                                       | guriin keizai                          | green economy, economia verde                                             | green economy                                                    | +            |
| マネージャー                                       | maneejaa                               | manager; gestore                                                          | manager                                                          | +            |
| ビジネス                                           | bijinesu                               | business, affari                                                          | business                                                         | +            |
| ショック                                           | shokku                                 | shock, chock                                                              | shock                                                            | +            |
| レースクイーン                                     | reesu kuiin                            | modella promozionale, umbrella girl                                       | race queen                                                       | +            |
| ブーツ                                             | buutsu                                 | stivali                                                                   | boots                                                            | +            |
| ハイヒール                                         | hai hiiru                              | scarpe coi tacchi alti                                                    | high heels                                                       | +            |
| サンダル                                           | sandaru                                | sandali                                                                   | sandals                                                          | +            |
| バレエフラット                                     | baree furatto                          | ballerine                                                                 | ballet flats                                                     | +            |
| コットン                                           | kotton                                 | cotone                                                                    | cotton                                                           | +            |
| ラテックス                                         | ratekkusu                              | lattice, latex                                                            | latex                                                            | +            |
| アロエ                                             | aroe                                   | aloe                                                                      | aloe                                                             | +            |
| ウイルス                                           | Uirusu                                 | virus                                                                     | virus                                                            | +            |
| ロック                                             | rokku                                  | rock                                                                      | rock                                                             | +            |
| ジャズ                                             | jazu                                   | jazz                                                                      | jazz                                                             | +            |
| レゲエ                                             | regee                                  | reggae                                                                    | reggae                                                           | +            |
| パンク                                             | panku                                  | punk                                                                      | punk                                                             | +            |
| メタル                                             | metaru                                 | metal                                                                     | metal                                                            | +            |
| テクノ                                             | tekuno                                 | techno                                                                    | techno                                                           | +            |
| ポップ (e.g. ジェーポップ, J ポップ)               | poppu (e.g. jeepoppu)                  | pop (e.g. J-pop, ma anche K-pop, V-pop, C-pop)                            | pop (e.g. J-pop, K-pop, V-pop, C-pop)                            | +            |
| ハウス                                             | hausu                                  | house                                                                     | house                                                            | +            |
| ラップ; ヒップホップ                               | rappu; hippuhoppu                      | rap, hip-hop                                                              | rap; hip-hop                                                     | +            |
| アンビエント; チルアウト                           | anbiento; chiroauto                    | ambient; chillout                                                         | ambient, chillout                                                | +            |
| デスノート                                         | Desu Nooto                             | Death Note                                                                | Death Note                                                       | +            |
| バイオハザード                                     | Baiohazaado                            | Resident Evil                                                             | Biohazard                                                        | +            |
| パパ                                               | papa                                   | papà                                                                      | papa                                                             | +            |
| パンデミック                                       | pandemikku                             | pandemia                                                                  | pandemic(s)                                                      | +            |
| カーセックス                                       | kaa sekkusu                            | sesso in auto, car sex                                                    | car sex                                                          | +            |
| プッシー                                           | pusshii                                | genitali femminili                                                        | pussy                                                            | +            |
| ミストレス                                         | misutoresu                             | mistress                                                                  | mistress                                                         | +            |
| セクシー ショップ                                  | sekushii shoppu                        | sexy shop                                                                 | sexy shop                                                        | +            |
| フェティシズム                                     | fetishizumu                            | feticismo, fetish                                                         | (sexual) fetishism                                               | +            |
| ゲイ プライド                                      | gei puraido                            | gay pride                                                                 | gay pride                                                        | +            |
| レズビアン                                         | rezubian                               | lesbica                                                                   | lesbian                                                          | +            |
| ドラッグ クイーン                                  | doraggu kuiin                          | drag queen                                                                | drag queen                                                       | +            |

[*] il nome deriva dal fatto che l'uniforme scolastica femminile in Giappone è simile a un vestito da marinaretta, una "sailor suit" o "sailor fuku": è una blusa bianca (una camicia da donna) con un collare da marinaio e una gonna nera, che nella versione più castigata arriva fino al ginocchio. L'uniforme conta poi le scarpe nere senza lacci (slip-on shoes) e i gambaletti pesanti in lana o cotone di colore bianco o nero. Come il nome suggerisce, il gambaletto pesante è una calza femminile che arriva fino al ginocchio. Il negozio che vende queste uniformi dunque viene detto "il negozio di vestiti da marinaretta".